# Кабріолет
Кабріолет ( [ˌkæbrioʊˈleɪ] ) — це легковий автомобіль, на якому можна їздити з дахом або без нього. Методи складання та зберігання даху відрізняються залежно від епохи та виробника.
Конструкція кабріолета дозволяє їздити під відкритим небом, за потреби можна встановити дах. Потенційним недоліком кабріолетів є їхня знижена структурна жорсткість (вимагає значного проектування та модифікації, щоб протидіяти наслідкам зняття даху автомобіля).  
Більшість кабріолетних дахів мають складну конструкцію каркасу з власне матерчатою або іншою тканиною верхньою частиною. Інші типи трансформованих дахів включають висувний жорсткий дах (часто виготовляється з металу або пластику) і знімний жорсткий дах (де металевий або пластиковий дах знімається вручну та часто зберігається в багажнику).

## Термінологія
Термін «кабріолет» походить від «carriage cabriolet»: «легка двоколісна карета з одним конем і відкидним верхом, у якій можуть розміститися дві особи»; однак цей термін також використовується для опису інших кабріолетів. 
У Сполученому Королівстві історичний термін для дводверного кабріолета — купе з кузовною головою, а чотиридверний кабріолет називався всепогодним турером. 

## Історія

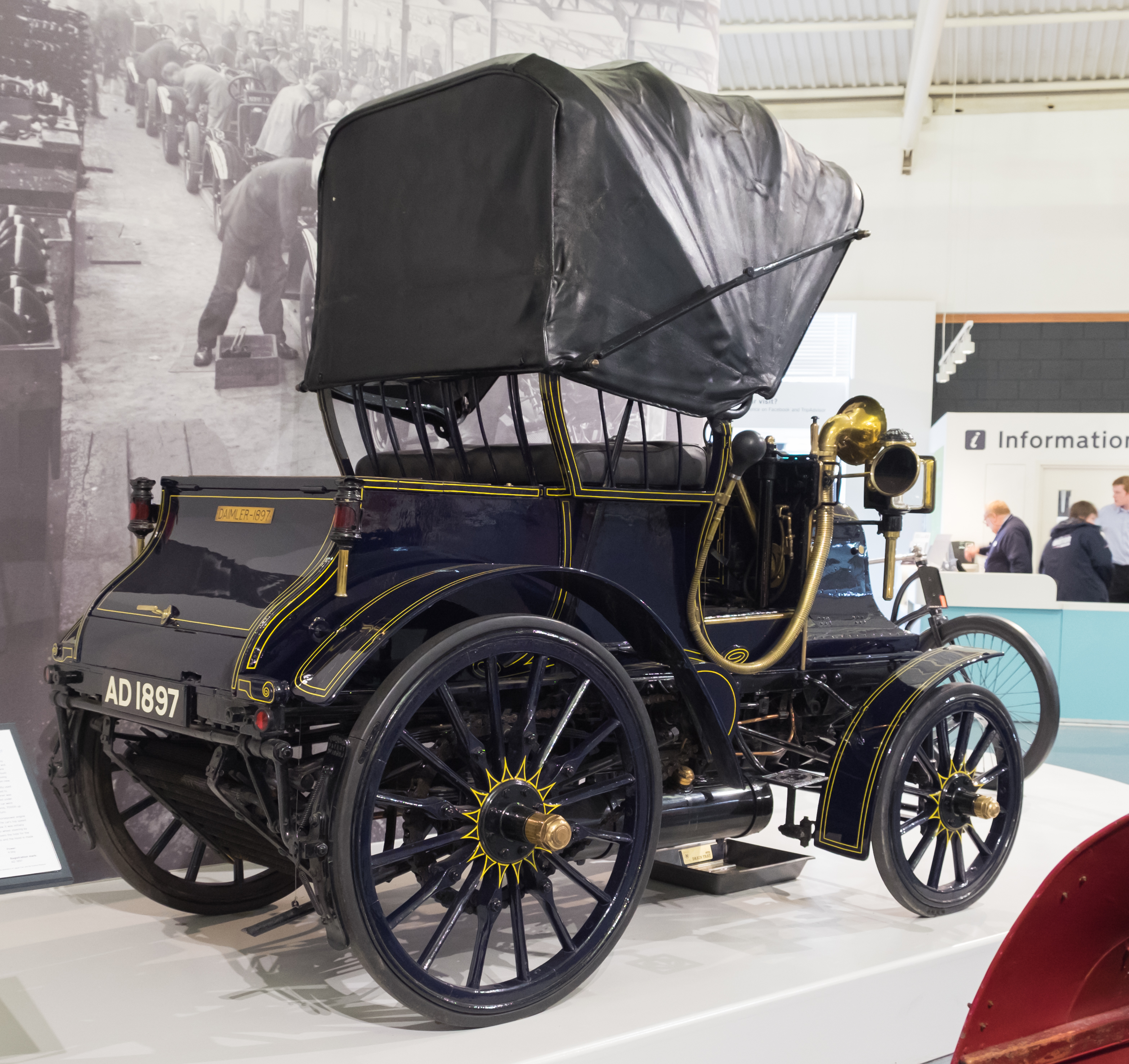
1897 Daimler Grafton Phaeton

Більшість перших автомобілів були транспортними засобами під відкритим небом без даху чи боків.     Коли двигуни автомобілів стали потужнішими до кінця 19 століття, на автомобілях почали з’являтися складні текстильні або шкіряні дахи (як це використовувалося на екіпажах Вікторії чи Ландо).   Приклади перших автомобілів із дахом включають phaeton (двомісний автомобіль із тимчасовим дахом), brougham або coupé de ville, із закритим пасажирським салоном ззаду, а водій сидів попереду відкрито, або Landaulet, де водій має фіксований дах, а пасажирський салон має складаний дах. Менш дорогі автомобілі, такі як малолітражки, спортивні родстери чи міцні туристичні автомобілі, залишалися або повністю відкритими, або були оснащені елементарним складаним верхом і знімними прозорими бічними шторками.

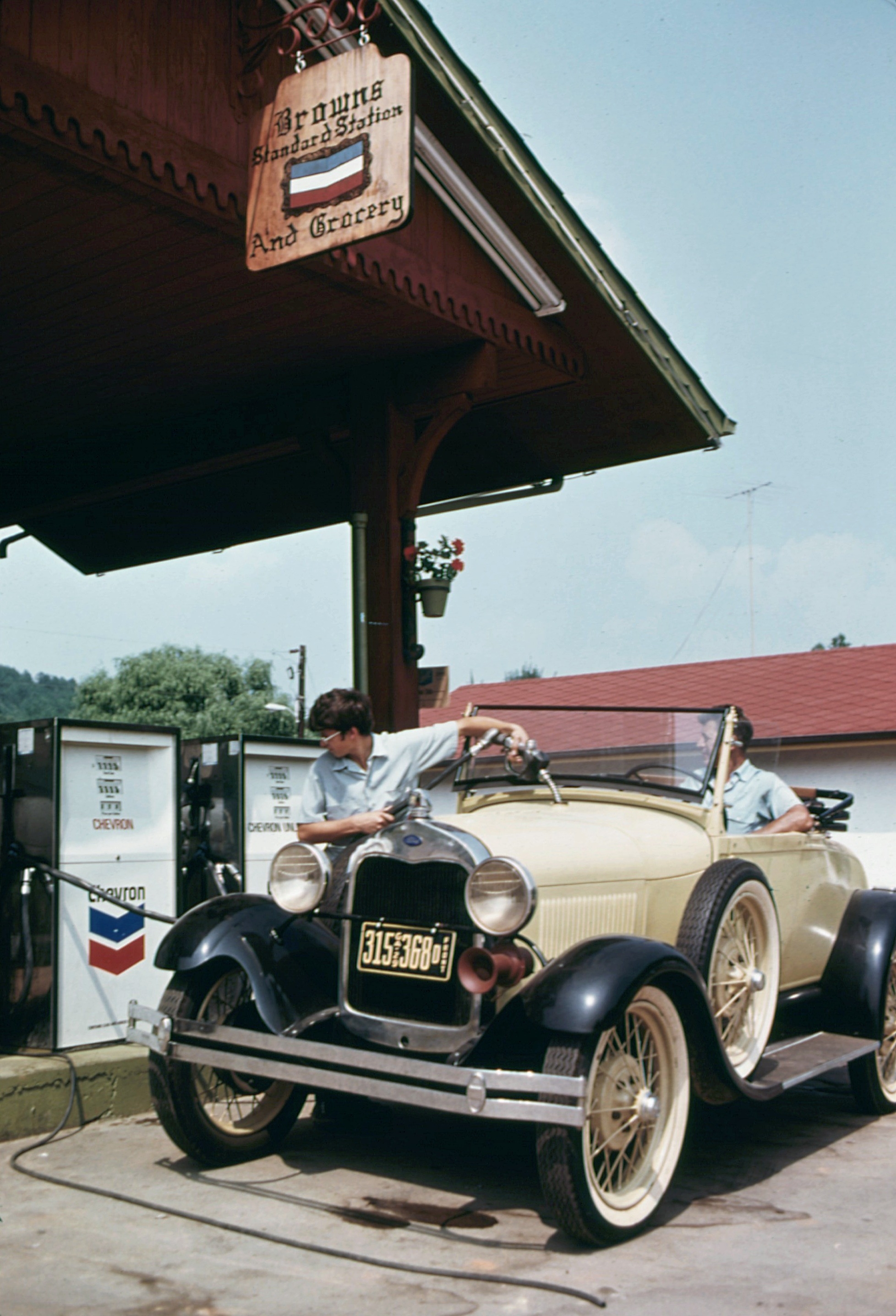
1928 Ford Model A Roadster

У 1920-х роках, коли сталеві кузови почали масово виробляти, закриті автомобілі стали доступними для пересічного покупця, а повністю відкриті автомобілі почали зникати з основного ринку.  До середини 1930-х років залишилася невелика кількість проданих кабріолетів, які були дорогими розкішними моделями.  У 1939 році Плімут представив перший кабріолет з механічним керуванням, який приводився в дію двома вакуумними циліндрами.  
Попит на кабріолети зріс у результаті того, що американські солдати у Франції та Великобританії під час Другої світової війни стикалися з маленькими родстерами, яких на той час не було у Сполучених Штатах.  Ці родстери включали MG Midget і Triumph Roadster. Конструкція без була включена в масовий ринок unibody Хадсоном у 1948 році   Автовиробники Сполучених Штатів виробляли широкий спектр моделей кабріолетів протягом 1950-х і 1960-х років – від економних компактних моделей, таких як Rambler American  і Studebaker Lark, до більш дорогих моделей, таких як Packard Caribbean, Oldsmobile 98 і Imperial від Chrysler.  Автовиробники часто включали кабріолет як доступний тип кузова в модельному ряду.   
Кабріолети на ринку США досягли піку продажів у 1965 році та впали в популярності протягом наступних п'яти років.  Додатковий кондиціонер став більш популярним, а наявність люків і Т-образних верхів обмежила привабливість відкритого кузова, а також шум, протікання та ремонт, пов’язані з тканинними верхами.  Популярність кабріолетів зменшилася через збільшення швидкості руху на дорогах (що призводить до збільшення вітру та шуму для пасажирів) та запропонованих стандартів безпеки транспортних засобів у Сполучених Штатах.  
Частка ринку кабріолетів впала до двох-трьох відсотків від загального обсягу продажів, і американські автовиробники припинили випуск кузова зі своїх модельних рядів. American Motors припинив виробництво кабріолетів після 1968 модельного року, Chrysler після 1971 року, Ford після 1973 року, а більшість підрозділів General Motors після 1975 року. Cadillac протримався до 1976 року, коли вони зробили близько 14 000 авто. Останні 200 мали червоний, білий і синій мотив і табличку на панелі приладів. Останній був запропонований Смітсонівському інституту, чиї піклувальники відхилили його, оскільки на той момент він не був історичним артефактом, «хоча це цілком могло бути через три покоління... або на трьохсотріччя». Після того, як у 1976 році був виготовлений останній кабріолет Cadillac Eldorado, єдині заводські кабріолети, які продавалися в Сполучених Штатах, були імпортовані. Виготовлення кабріолетів на конвеєрі було дорогим і трудомістким, тому не варте проблем, необхідних для продажу обмеженої кількості автомобілів.

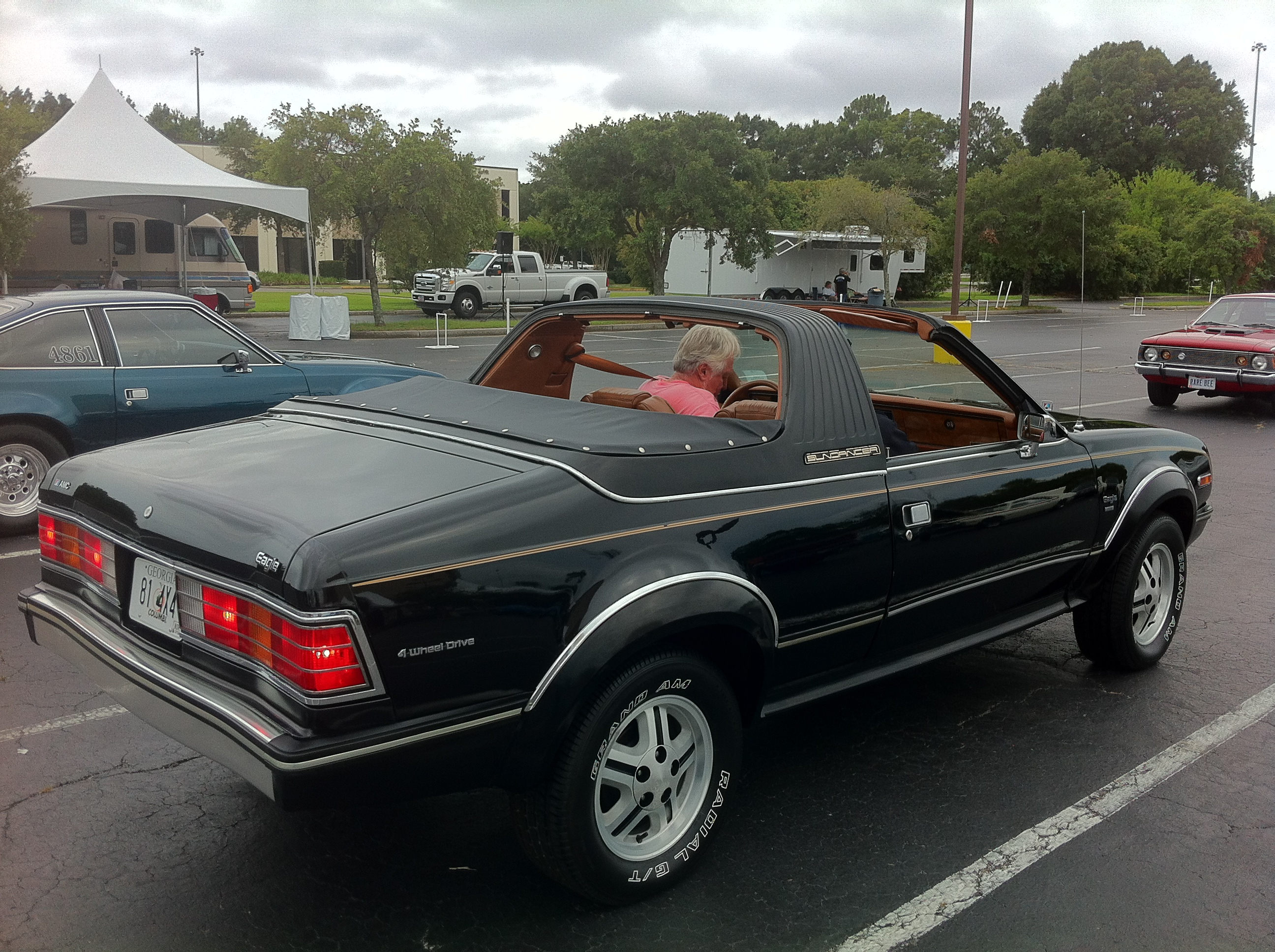
1981 AMC Eagle Sundancer

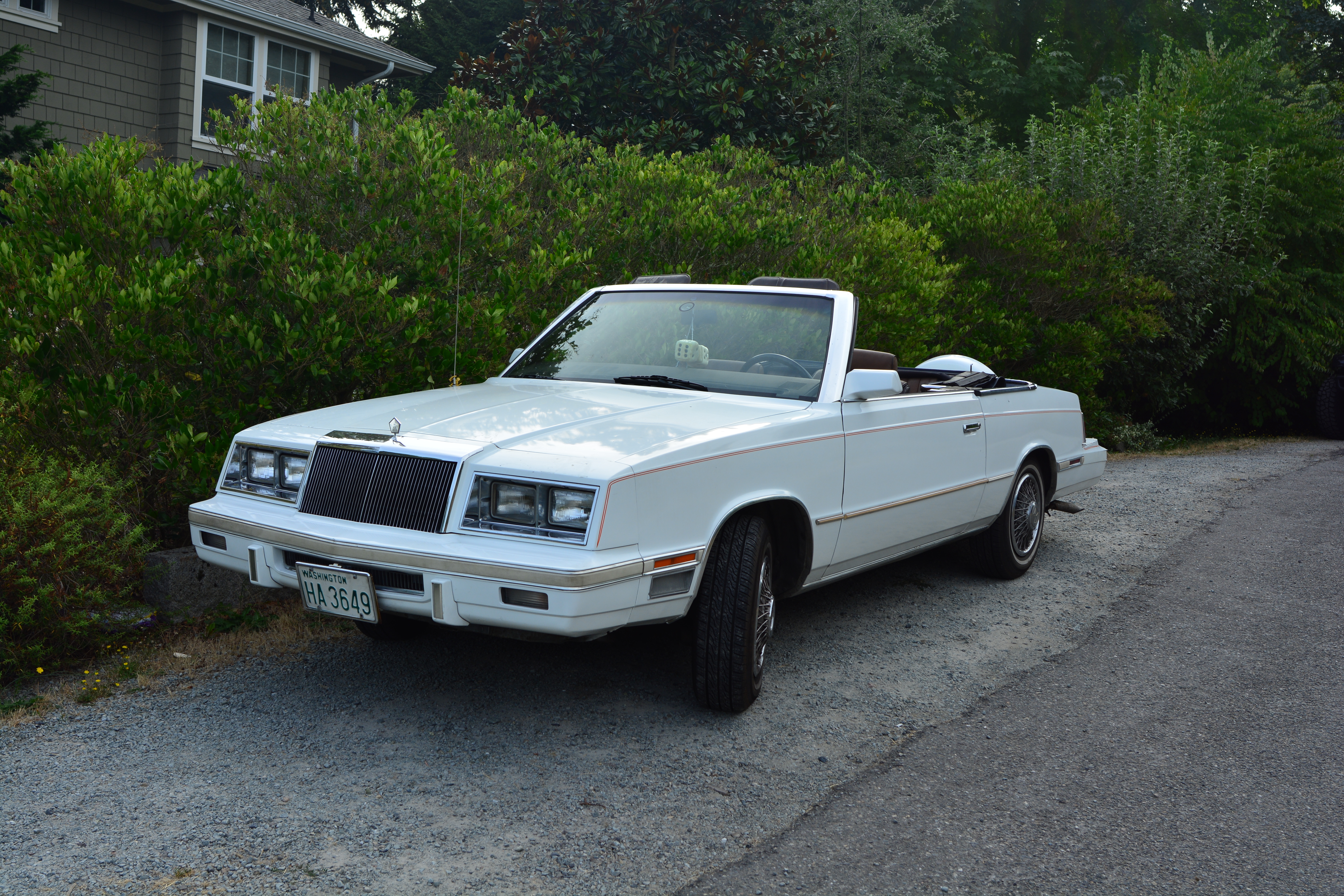
1984 Chrysler LeBaron

Спеціалізовані виробники кузовів уклали контракти на виготовлення доступних для дилерів автомобілів, таких як топ-версії Targa AMC Concord і Eagle "Sundancer", а також Toyota Celica "Sunchaser" як спеціальні моделі.   Компанія American Sunroof Company (ASC), яка відповідала за популяризацію опції люка для звичайних кузовів, перетворила Buick Riviera на повний кабріолет, що змусило General Motors продавати його як частину моделей Buick 1982 року.  Корпорація Chrysler також представила стиль кузова кабріолет у своїх лініях 1982 року на основі K-Car. Це були LeBaron, а для Dodge — 400.   Ford знову представив кабріолет Mustang у 1983 році, а American Motors Corporation (AMC) додала кабріолет Renault Alliance у 1984 році.  
У 1989 році Mazda випустила перше покоління Mazda MX-5 (в Північній Америці називається «Miata»), який став найбільш продаваним кабріолетом з проданим понад 1 мільйоном автомобілів.  Також у 1989 році Toyota випустила Toyota Soarer Aerocabin, у якій використовується висувний жорсткий дах з електроприводом.  Всього було виготовлено 500 штук. 
Моделі, які відносяться до кабріолета, включають Mazda MX-5, Porsche Boxster і Opel Cascada. 

## Типи дахів

### Текстильний

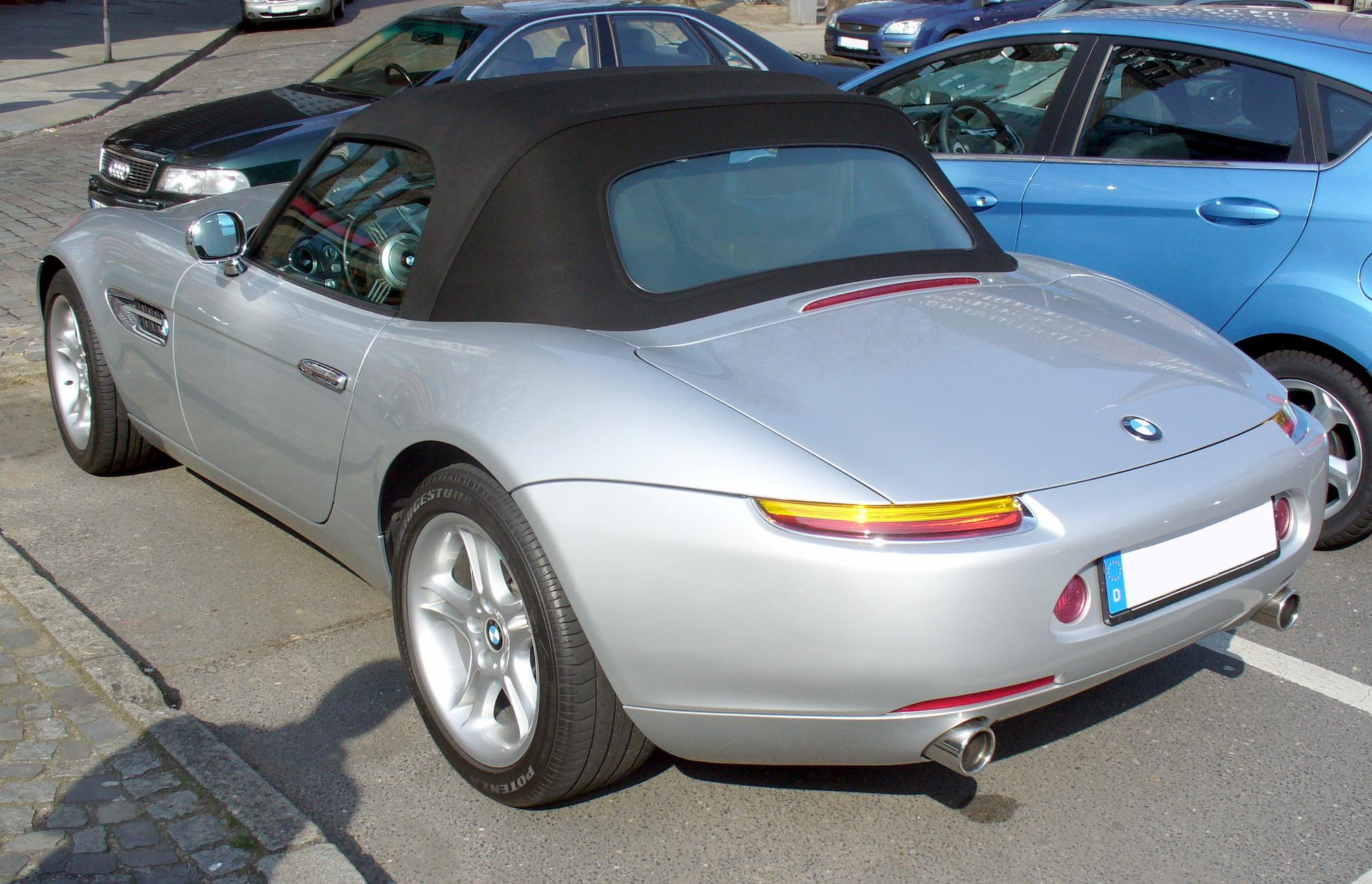
BMW Z8 з тканинним дахом у піднятому положенні

«М'який верх» виготовлений з гнучкого текстильного матеріалу:
- Ранні кабріолети використовували бавовняне полотно, сплетене настільки щільно, що воно було водонепроникним. Автовиробники мали проблеми із забезпеченням сировини для виконання замовлень після Другої світової війни, включаючи полотно різних відтінків для кабріолетів, тому обмежували їх виробництво. [34]
- Останнім часом все більш поширеним стає матеріал на основі тканини. [35]

Інші матеріали також використовуються в кабріолеті. До 1955 року найпопулярнішими матеріалами були латекс і бутилкаучукова тканина, кожна з яких становила близько 35% ваги кабріолета, інші включали вініл (12%), джут (8%), а також віскозу та акрилові волокна (Orlon)., що становить близько 1% кожного в композиціях.  Полівінілхлорид (ПВХ) використовувався для виготовлення багатьох кабріолетів. Матеріал складається з двох шарів: верхнього з ПВХ, який має певну структуру в залежності від моделі автомобіля, і нижнього з тканини (як правило, бавовни).
Розбірна текстильна секція даху над шарнірною складною рамою може містити підкладки, такі як звукоізоляційний шар та/або внутрішню косметичну підкладку, щоб приховати раму.
Розкладений механізм з верхом називається стеком.  Конструкції, що складаються до нижчої висоти, забезпечують більш плавний силует автомобіля з опущеним верхом, а приховані бічні поручні дозволяють розмістити трьох пасажирів на задньому сидінні, як у кабріолеті Rambler Rebel 1967 року. 

### Знімний жорсткий дах
Жорсткі знімні жорсткі дахи, багато з яких можна зберігати в багажнику автомобіля, доступні принаймні з 1950-х років.   Вони, як правило, забезпечують більшу атмосферонепроникність, звукоізоляцію та довговічність порівняно з тканинними верхами; деякі доступні з інтегрованим підігрівом заднього скла та вітровим склом. Приклади включають Ford Thunderbird (1-го та 11-го покоління), Mercedes SL (2-го та 3-го покоління), Porsche Boxster, Jeep Wrangler, Ford Mustang Cobra (лише 1995) і Mazda MX-5.
Протягом 1950-х і 1960-х років знімні дахи з твердих матеріалів пропонувалися для різних спортивних автомобілів - кабріолетів і родстерів, включаючи Ford Thunderbird і Chevrolet Corvette 1955–1957 років, а також серію двомісних Mercedes-Benz W113 1963–1971 років. Оскільки механізм складного верху сам по собі дорогий, жорсткий дах зазвичай пропонувався як додаткова опція за доплату. На ранніх моделях Thunderbirds (і Corvette до 1967 року) покупці могли вибирати між знімним жорстким дахом і складаним брезентовим верхом без додаткових витрат, але за обидва вони платили додатково.
«Carson top» на металевій рамі був популярним доповненням для кабріолетів або родстерів Ford 1930-х років, оскільки він майже миттєво перетворював ці моделі на жорсткий дах.  Конструкція імітувала кабріолет, але відсутність громіздких механізмів складання дозволила знімному жорсткому даху мати набагато нижчий і більш розкішний профіль. 
Удосконалення брезентових дахів зробили знімний твердий дах менш поширеним частково через те, що дах не можна зберігати всередині транспортного засобу, коли він не використовується, для чого потрібен гараж або інше сховище. Деякі відкриті автомобілі продовжують пропонувати його як опцію. Наприклад, Mazda MX-5 має жорсткий дах, який є обов’язковим для деяких автоперегонів.

### Висувний жорсткий дах

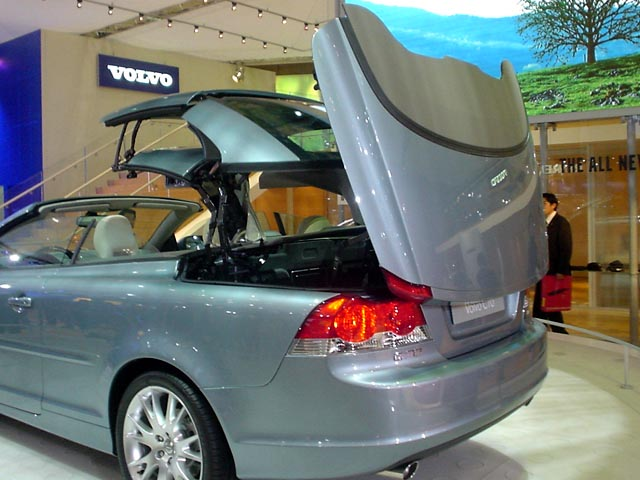
Жорсткий дах Volvo C70 зі складними сегментами

Переваги покращеного клімат-контролю та безпеки компенсуються підвищеною механічною складністю, вартістю, вагою та часто зменшеною місткістю багажника.

## Інші конструктивні особливості

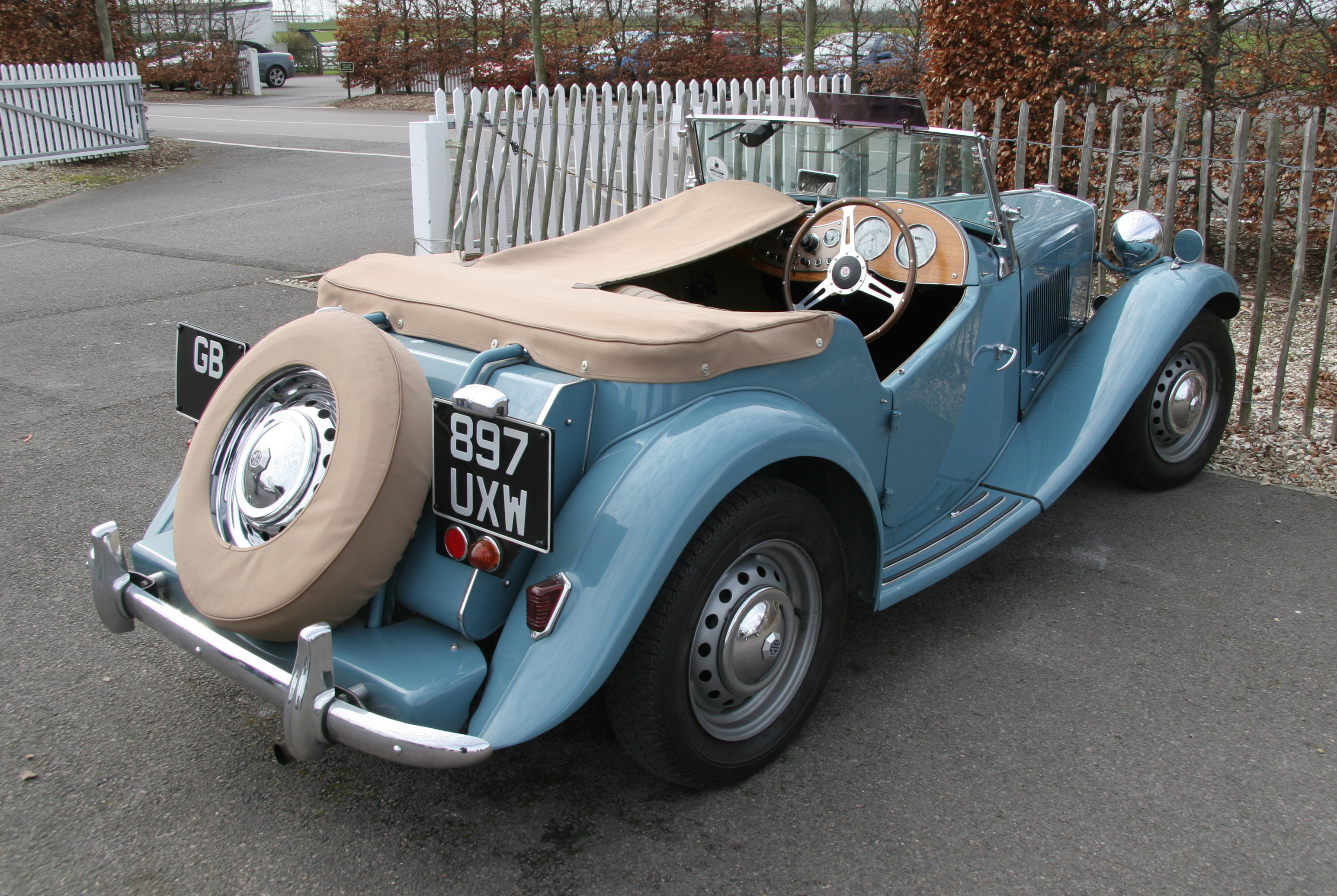
Відкритий двомісний автомобіль MG TD з накидкою на пасажирське сидіння та багажним відділенням

### Чохол Tonneau
Складані текстильні кабріолети часто не можуть повністю приховати свій внутрішній механізм або можуть піддати свою вразливу нижню частину сонячному світлу та вицвітанню. Рішення – чохол на тонне.

### Заднє скло
Задні вікна часто є частиною даху. Традиційно заднє скло в м'якому даху виготовлялося з пластику; проте нещодавно деякі кабріолети використовували скло для заднього скла. 
Вітровий блок або вітровий дефлектор мінімізує шум і потоки повітря, що досягають пасажирів.  За словами інженера, відповідального за Chrysler Sebring 2008 року, його вітрозахисний блок зменшує шум вітру приблизно на 11-12 дБ. 
Кілька кабріолетів доступні з нагрівальним каналом до області шиї сидіння, який часто називають «повітряним шарфом». Прикладами автомобілів із цією функцією є Mercedes-Benz SLK-класу, Mercedes-Benz SL-класу та Audi A5 / S5.

### Безпека
Сучасні засоби безпеки спеціально для кабріолетів включають:
- конструкції захисту від перекидання (ROPS) з піротехнічно зарядженими обручами, прихованими за задніми сидіннями, які розгортаються в умовах перекидання
- обігрів заднього скла (для кращої видимості)
- передні стійки, посилені борною сталлю
- конструкція каркаса безпеки – підковоподібна конструкція навколо салону
- дверна подушка безпеки від бічного зіткнення, яка надувається вгору (а не вниз, як типова шторка безпеки), щоб забезпечити захист голови навіть при відкритому вікні [45]

## Варіації
Кабріолети запропонували численні ітерації від перших механічно простих тканинних верхів до складних висувних дахів із твердих матеріалів:
Родстер: (також званий спайдер) — це відкритий двомісний автомобіль із акцентом на спортивний вигляд або характер. Спочатку американський термін для двомісного автомобіля без захисту від погодних умов, використання поширилося в усьому світі та еволюціонувало до двомісних кабріолетів.
Кабріолет: (також званий напівкабріолет ) має висувний текстильний дах, подібний до традиційного кабріолета. Різниця полягає в тому, що в кабріолеті часто видаляються стійки B, C та інші елементи кузова. Однак кабріолет зберігає весь кузов до верхньої частини дверних рам і лише замінює обшивку даху висувною тканинною панеллю.
Перевага кабріолетів полягає в тому, що збереження більшої частини оригінальної конструкції автомобіля означає, що структурна жорсткість є вищою (або вага автомобіля нижча), ніж у традиційних кабріолетів.  Прикладом кабріолета є C3 Pluriel 2003-10 , який має дах із п’ятьма можливими конфігураціями.  

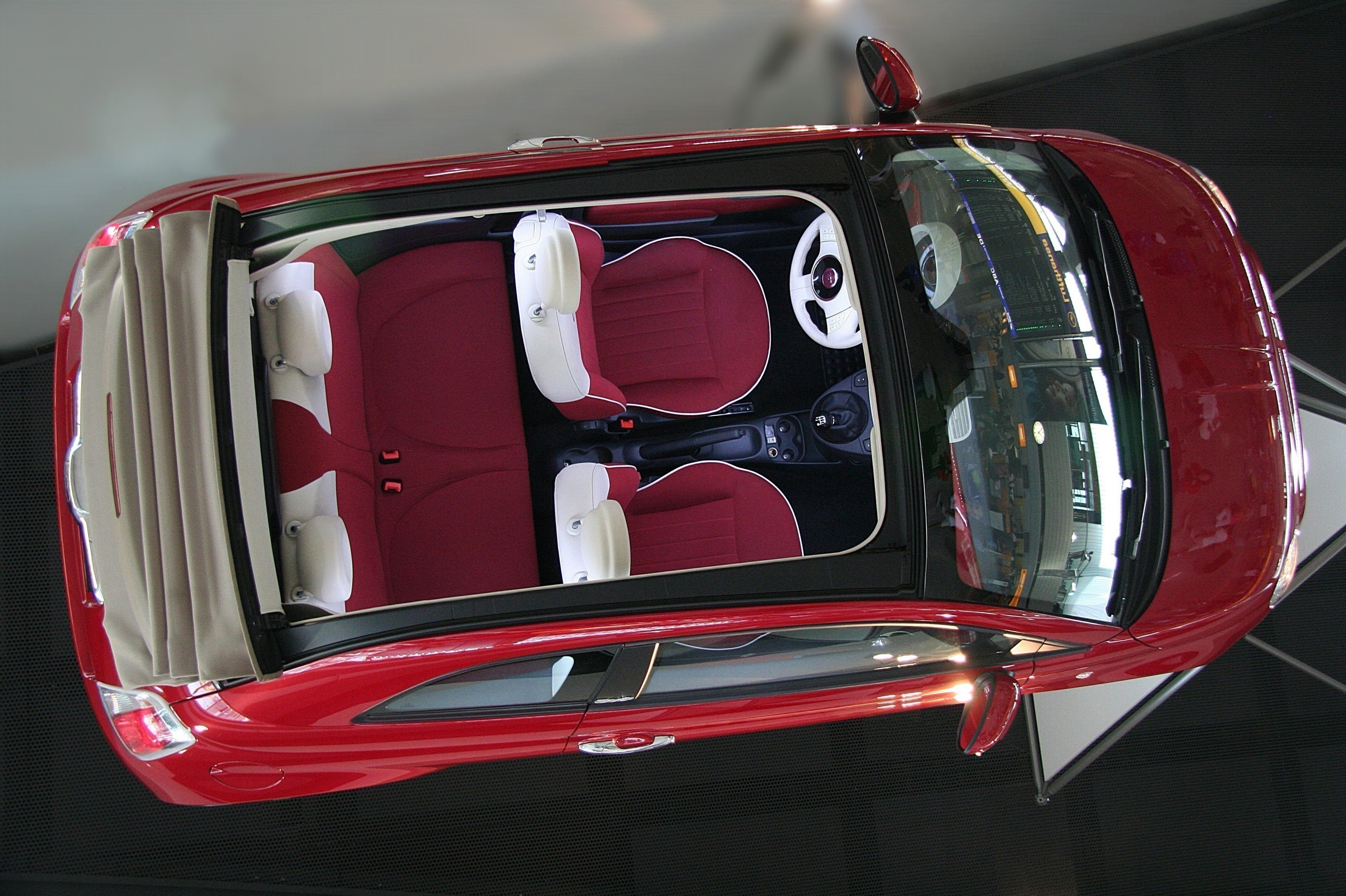
Fiat 500 Cabrio з тканинним дахом, складеним до задньої частини

Фіксований профіль: на відміну від кабріолетів, у яких весь кузов вище лінії кузова (двері, дах, бічні стійки, бічні кузови) замінено складним або висувним дахом, кабріолет із фіксованим профілем зберігає частини фіксованого кузова, включаючи двері, бічні стійки., а бічні елементи даху — при цьому центральна тканинна частина зсувається назад і гармошки ззаду. Як приклад, Citroën 1948 Citroën 2CV мав жорсткі борти кузова та двоє дверей з кожного боку, а також люк, який відкочувався назад і розширювався до заднього бампера замість окремої кришки багажника. Інші кабріолети з фіксованим профілем включають 1957 Autobianchi Bianchina Trasformabile, 1957 Vespa 400, 1950 Nash Rambler Landau Convertible Coupe, Nissan Figaro (1991), Jaguar XJ-S C (1983), а також 1957 Fiat 500 і його Fiat 2007. 500 наступників. Розроблений Heuliez Citroën Visa Décapotable 1984 року використовував елементи кабріолета з фіксованим профілем.
Чотиридверний: більшість кабріолетів мають двоє дверей. Однак чотиридверні кабріолети випускалися масово. Приклади включають Cadillac Series 62 1940-41 років, Chrysler Imperial Dual Cowl Phaeton 1931 року та Lincoln Continental 1961-67 років.  Поточні серійні чотиридверні кабріолети включають Jeep Wrangler Unlimited.  
У 2006 році компанія Peugeot представила концепт чотиридверного кабріолета з жорстким дахом Peugeot 407 Macarena  Виготовлений французьким фахівцем з виробництва кузовів Heuliez, верх Macarena можна скласти за 60 секунд,  зі сталевою армуючою балкою за передніми сидіннями, що містить LCD екрани для задніх пасажирів у поперечній балці. 
Бездоріжжя: було випущено кілька позашляховиків зі знімним м’яким верхом.  Приклади включають Jeep Wrangler, Suzuki Vitara, Suzuki Jimny,  Ford Bronco, Land Rover Defender, Mercedes-Benz G-Class , а також ранні моделі Toyota Land Cruiser і Land Rover Defender. Як правило, м’який дах кріпиться до каркаса безпеки або до точок встановлення на кузові автомобіля.
Ландо: (також відомий як landaulette ) – це те, де задні пасажири закриті кабріолетом.    Часто водія відокремлюють від задніх пасажирів перегородкою , як у лімузина.
У другій половині 20 століття ландолет використовували публічні особи (наприклад, глави держав) під час офіційних процесій. Зараз їх рідко використовують, побоюючись терактів.
Victoria-Cabriolet: нагадує стиль екіпажу Вікторія, трипозиційний кабріолет. Без задніх бічних вікон і оснащений м’яким верхом, який можна підняти наполовину, залишаючи область над передніми сидіннями складеною.  Цей стиль кузова мав короткий період популярності, в основному в 1930-х роках. Інші назви включають Cabriolet/Coupé Milord (або просто Milord), Calash (від Calèche ), Folding Head DHC, трипозиційне Drop-head Coupé або Cabriolet toit de 3 positions. 

## Галерея

### Відкритий автомобіль і родстер

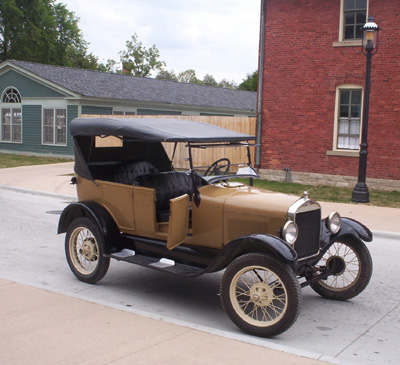
Ford Model T приблизно1925 року, з мінімальним захистом від погодних умов
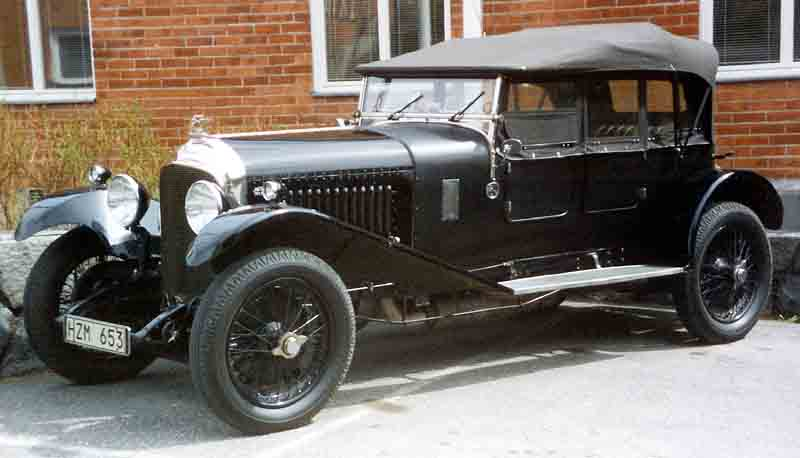
Bentley 4½ л 1929 з розкішними бічними екранами, що застібаються та гвинтами
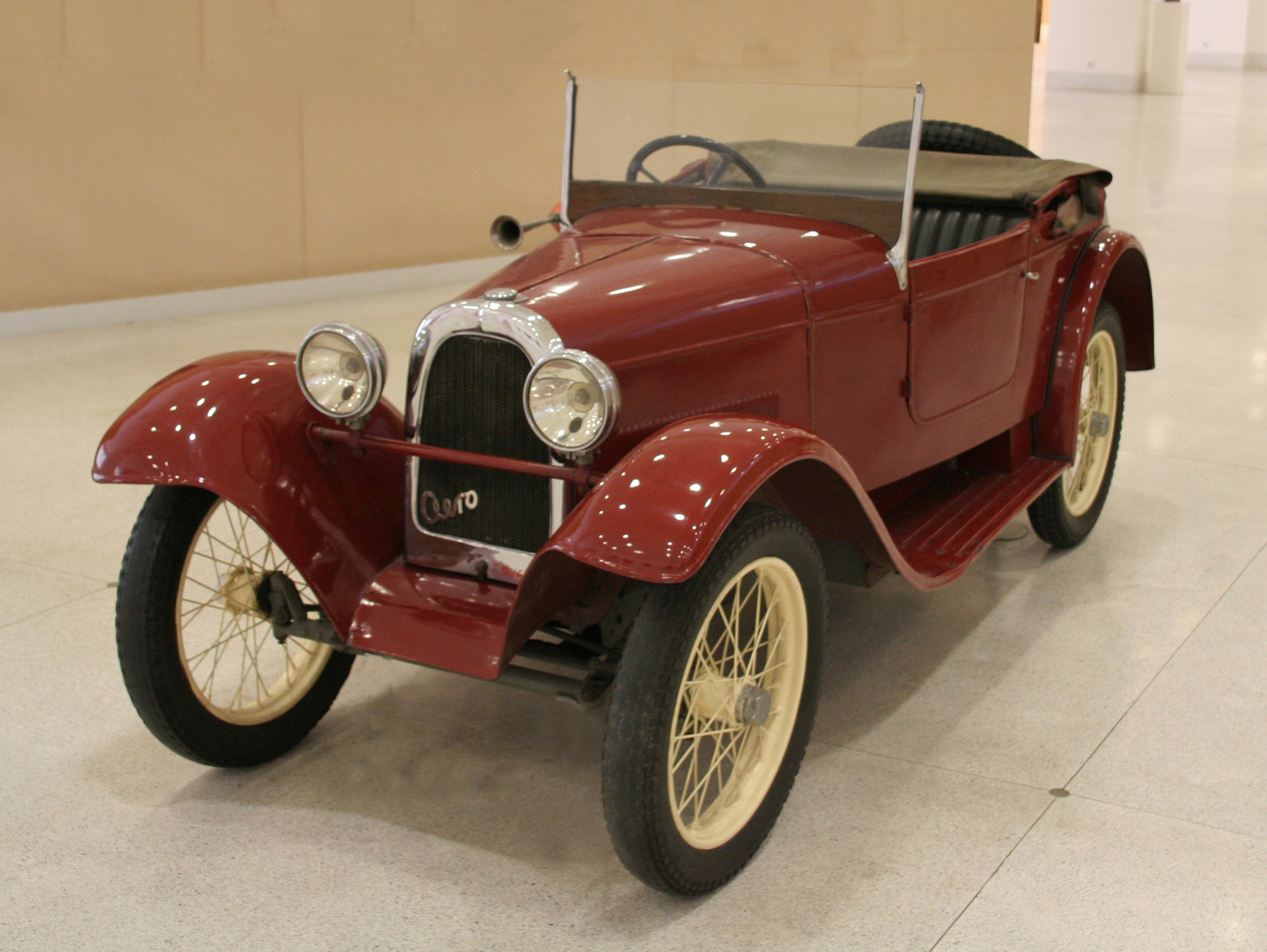
Аеро 500 1929 року
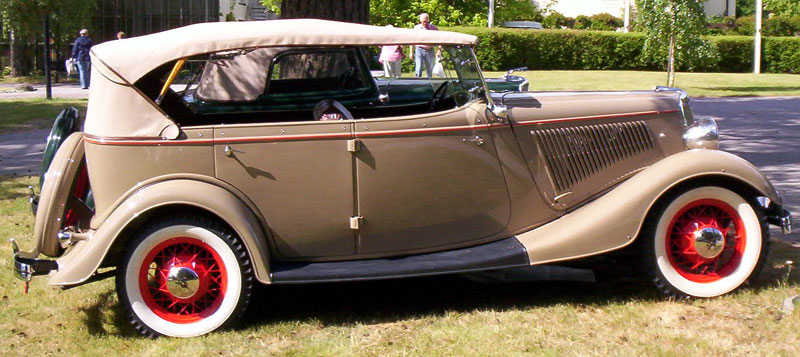
Відкритий чотиридверний автомобіль Ford Phaeton 1934 року
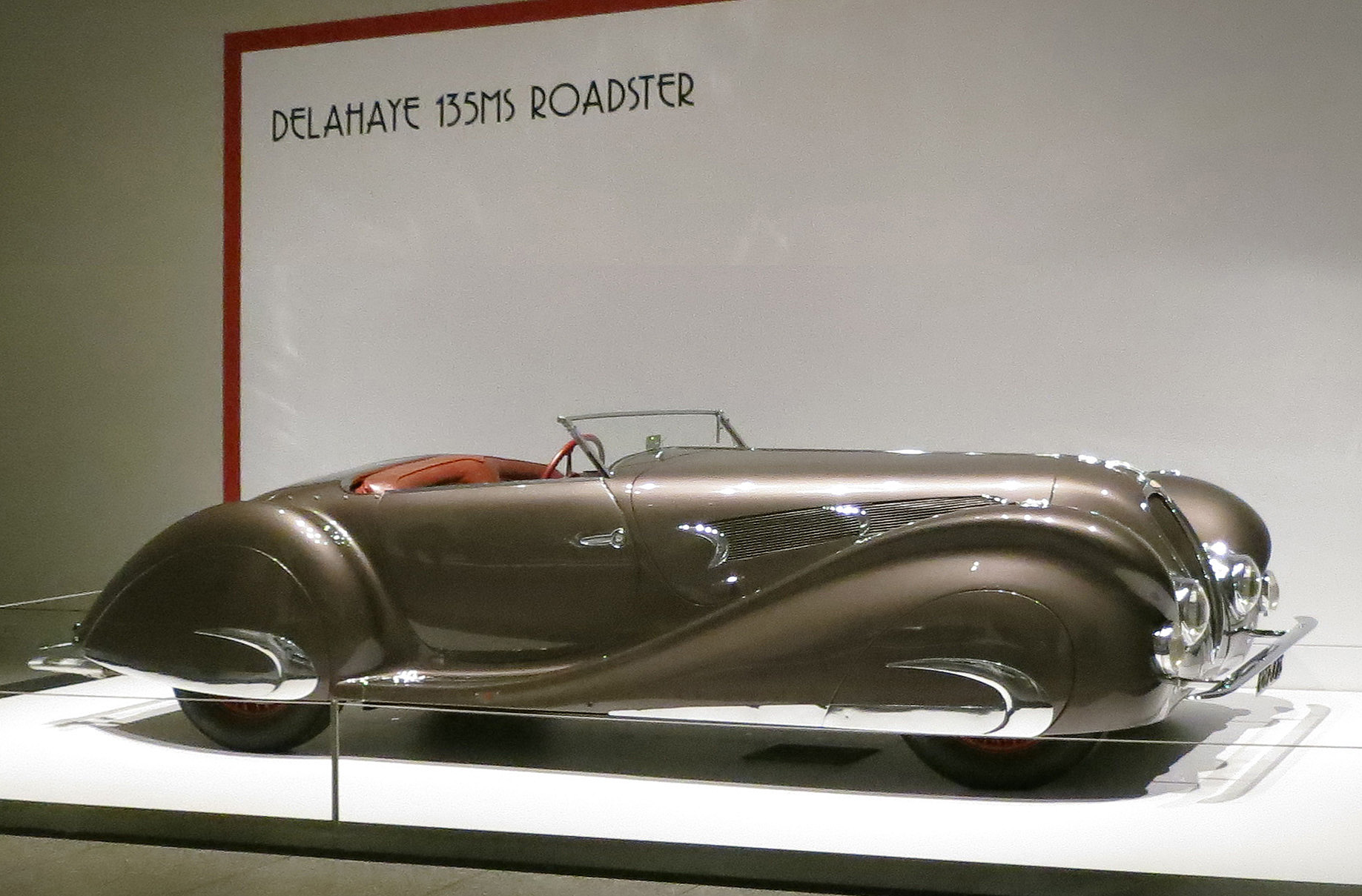
Родстер Delahaye 135MS 1937 року
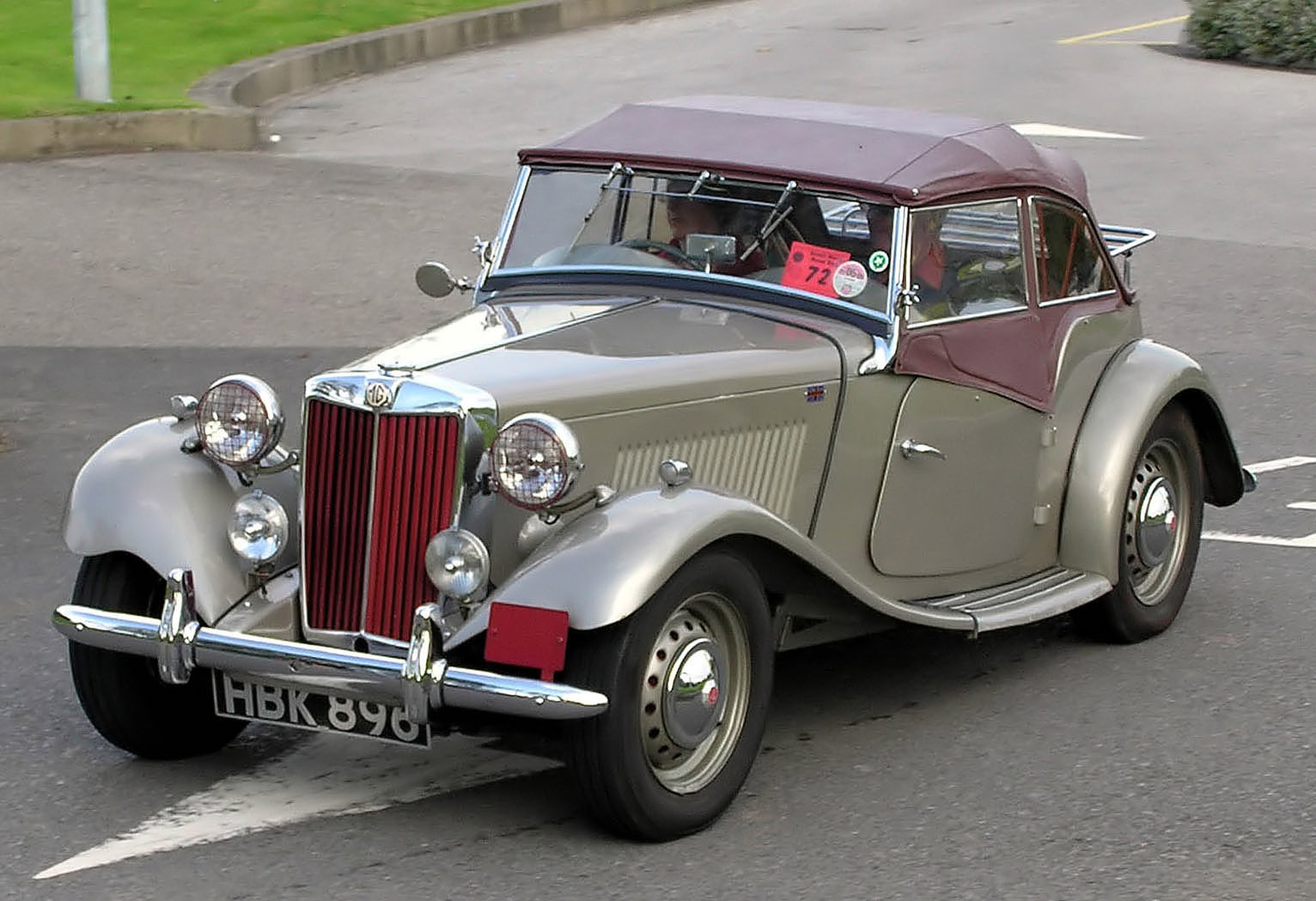
МГ ТД близько 1953 року, з ручним м'яким верхом і знятими бічними ситками з пластиковими вікнами
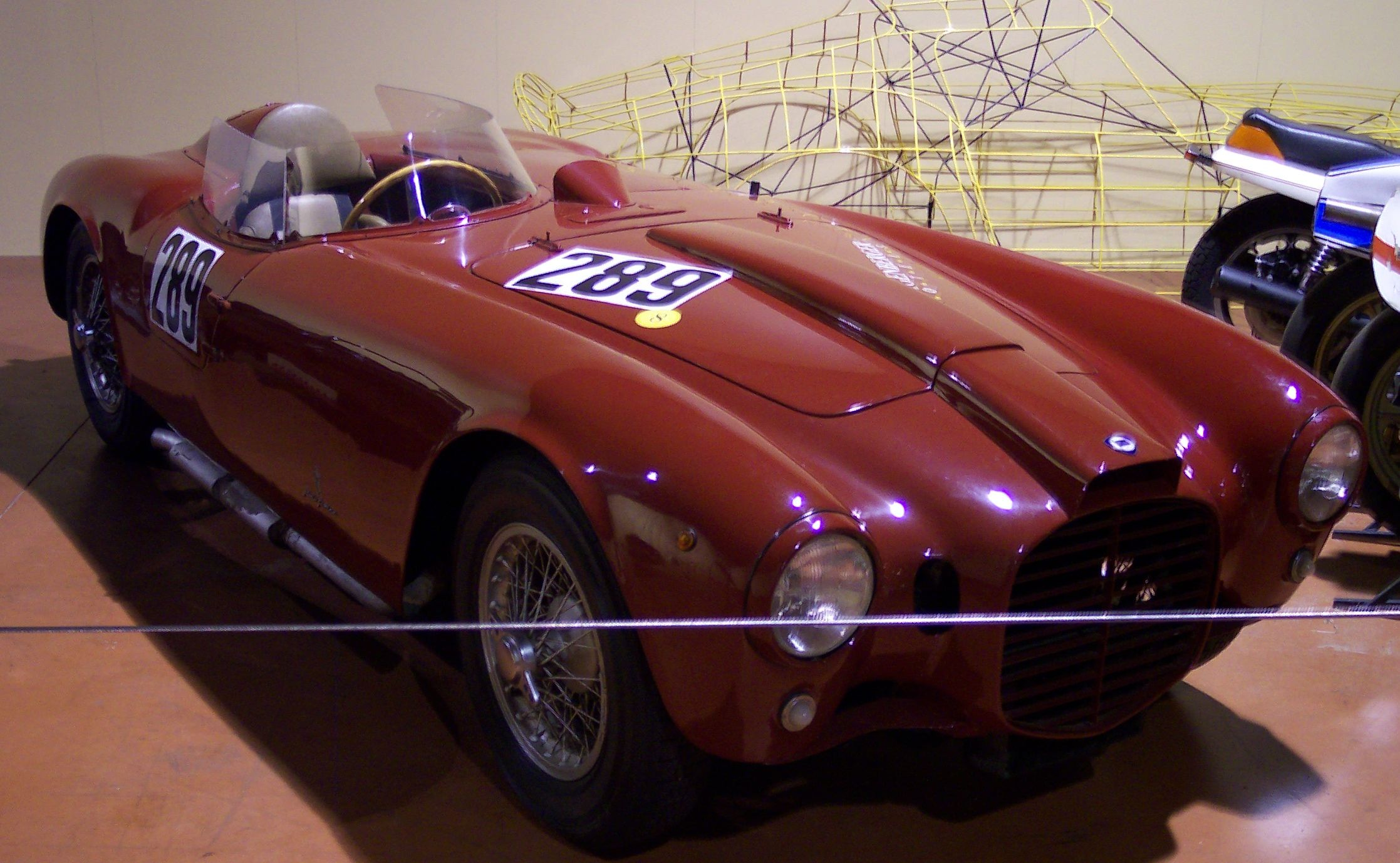
Lancia D23 Spyder 1953 року
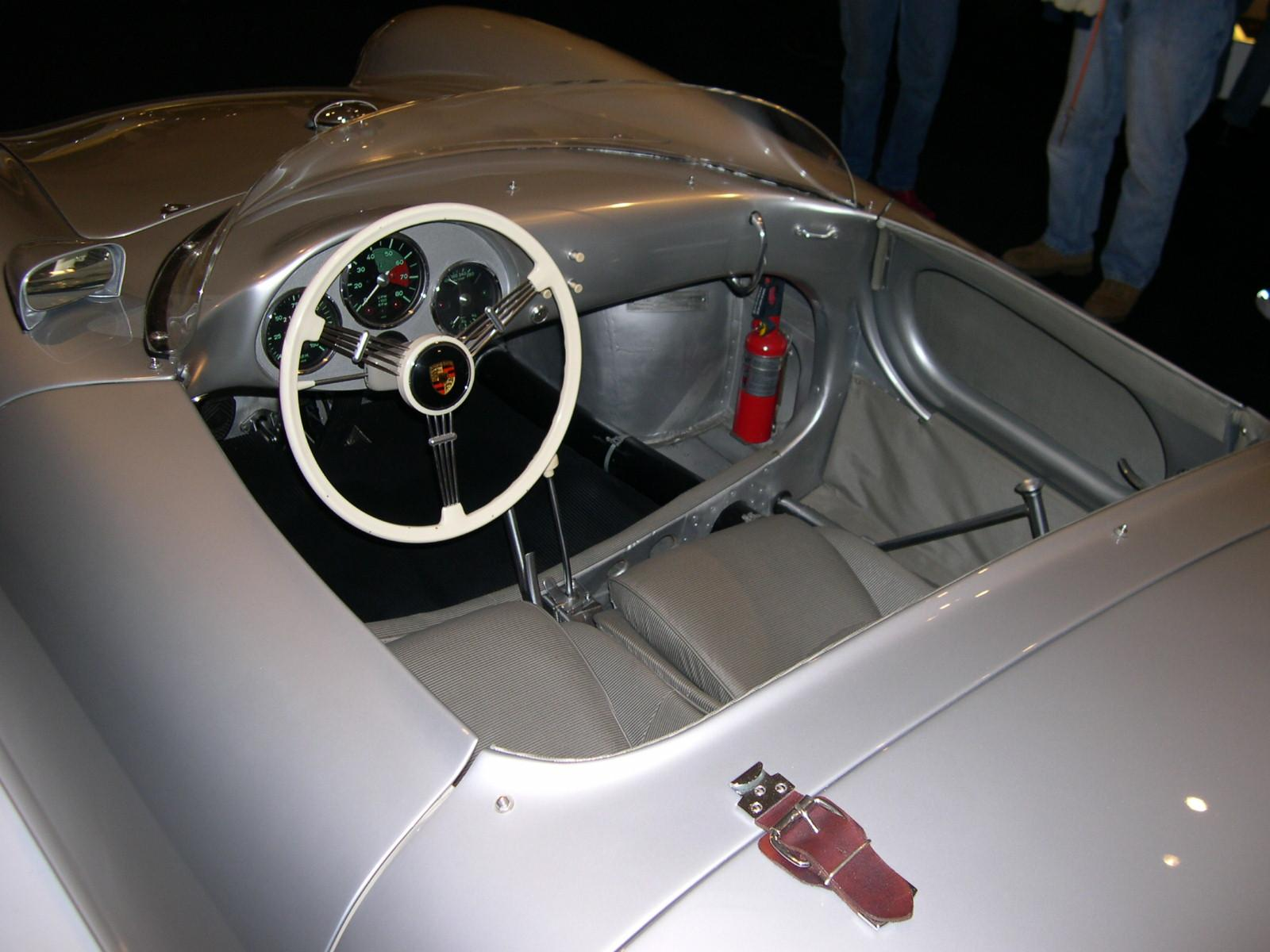
Порше 550 Spyder 1955 року

### Кабріолети

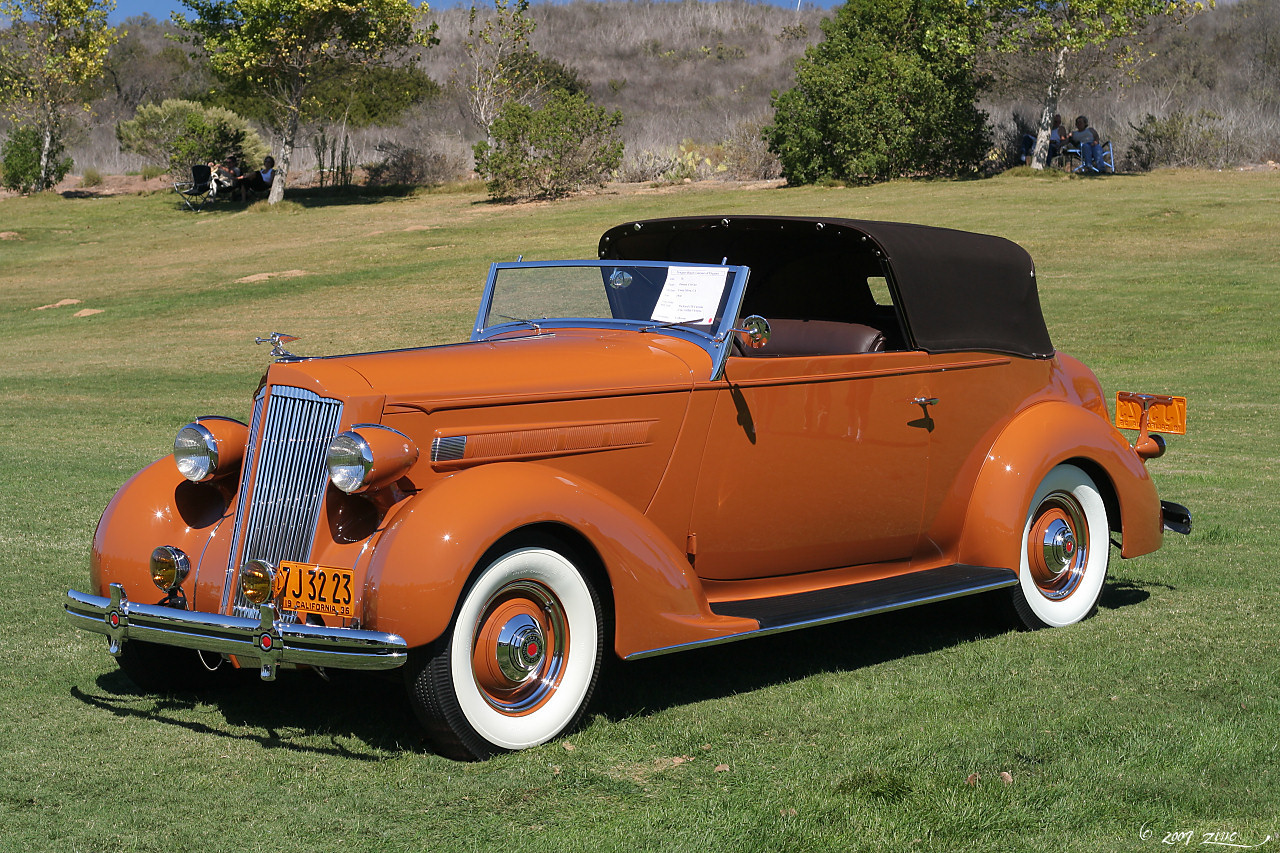
1936 Packard One-Twenty Кабріолет Victoria з верхньою частиною в напіввідкритому (другому) положенні
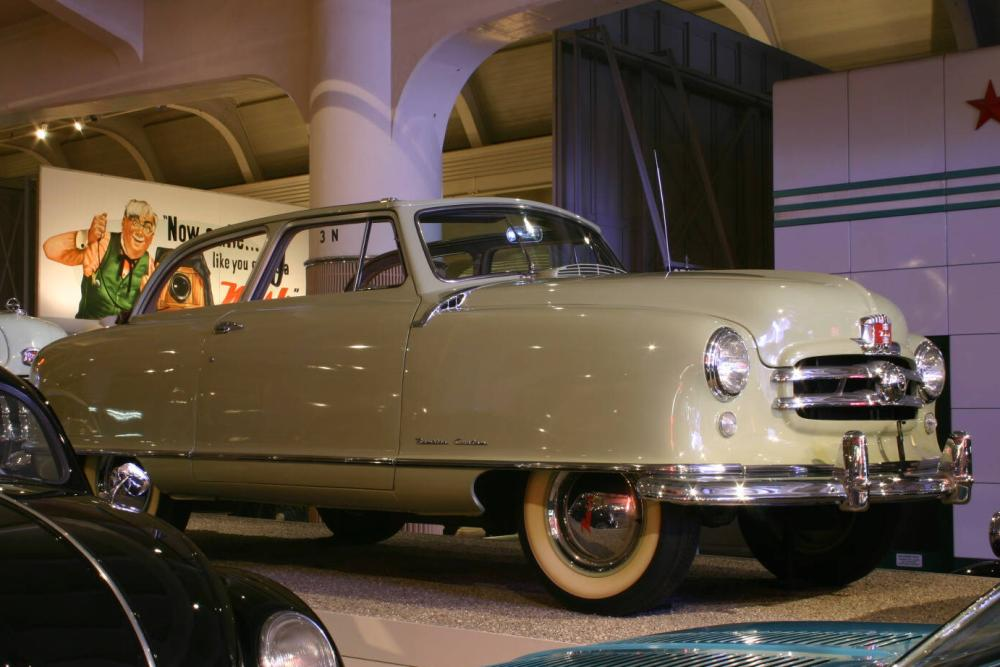
Фіксований профіль приблизно 1950 Nash Rambler "Landau" Купе кабріолет
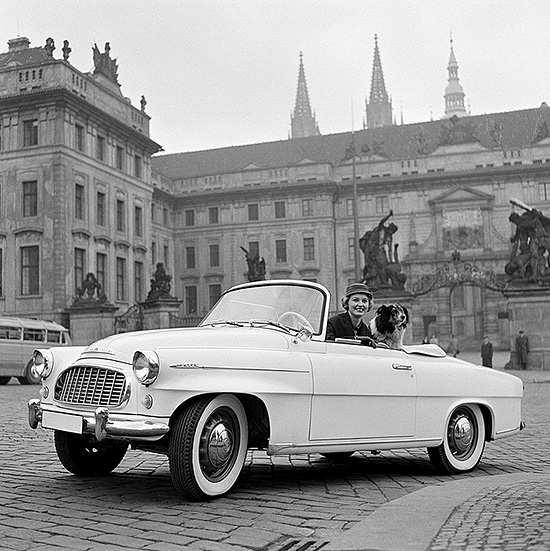
Škoda 450 з 1957
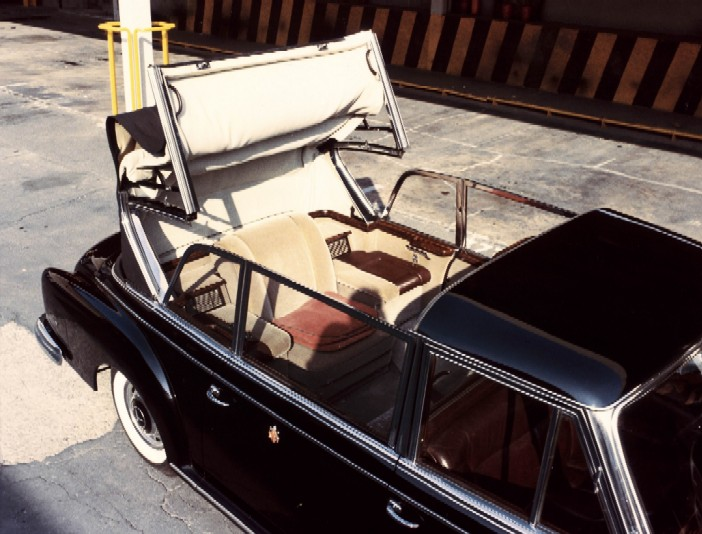
Mercedes-Benz 300d Landaulet в експлуатації
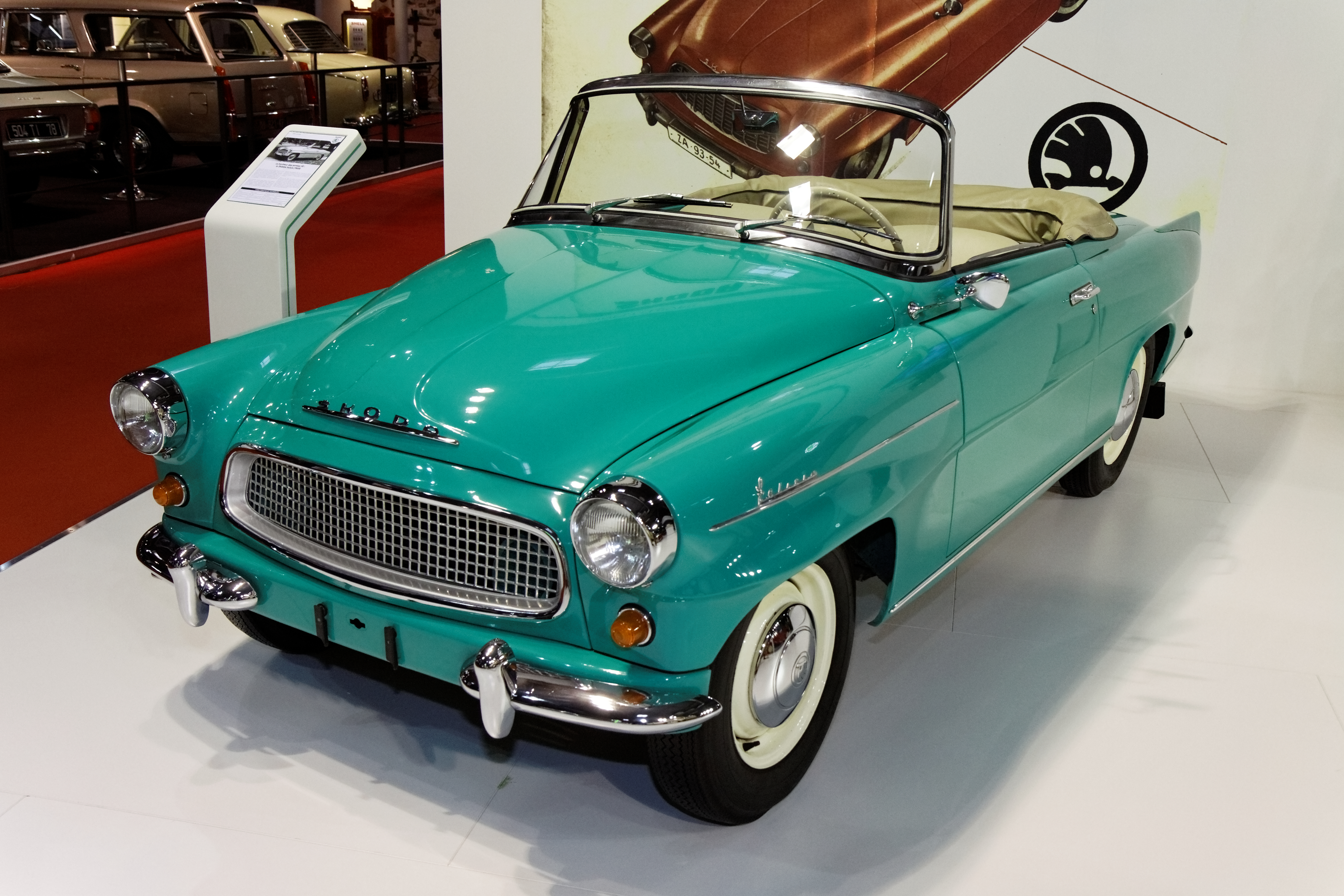
Škoda Felicia з 1959
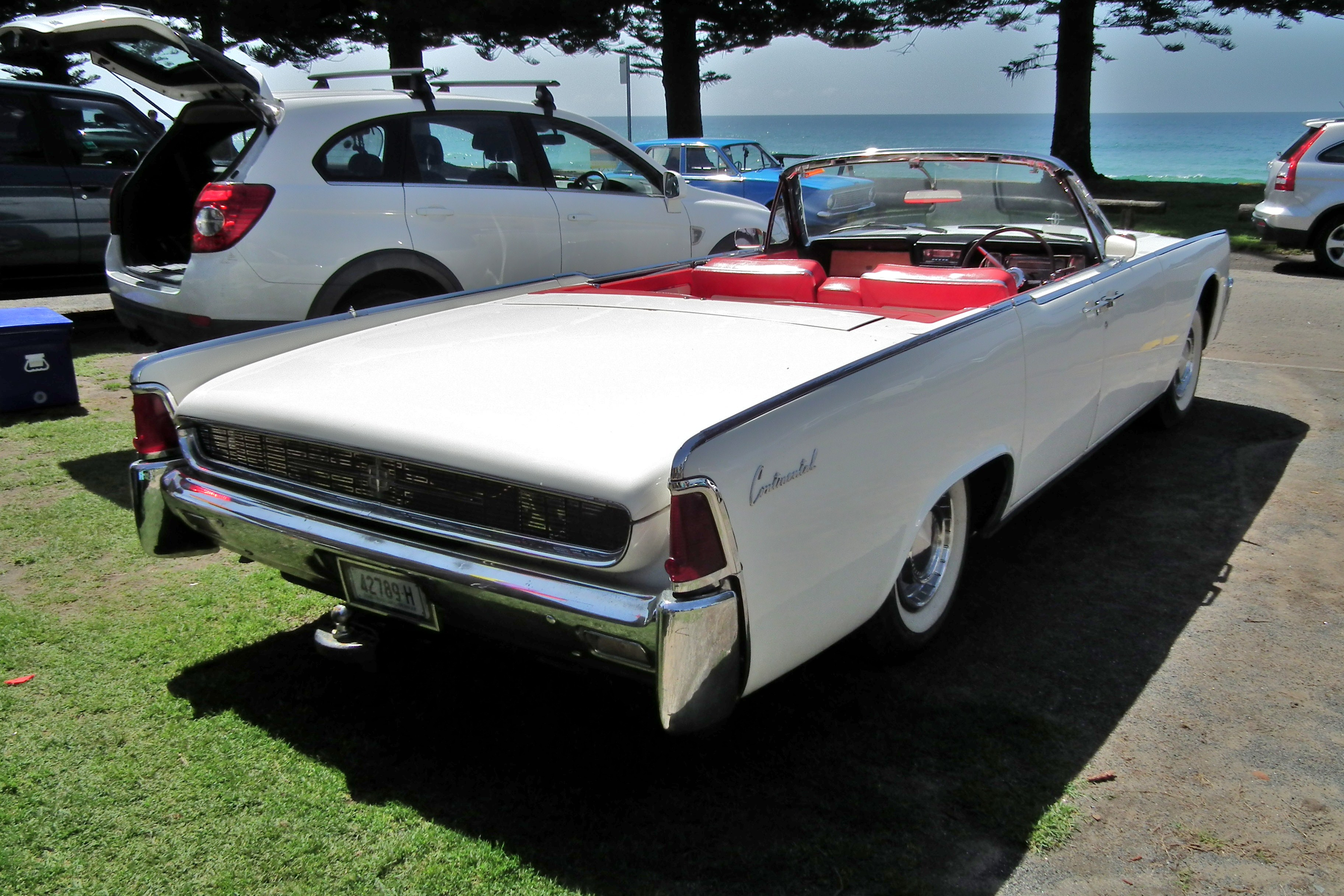
Lincoln Continental приблизно 1962, чотиридверний з автоматичним дахом
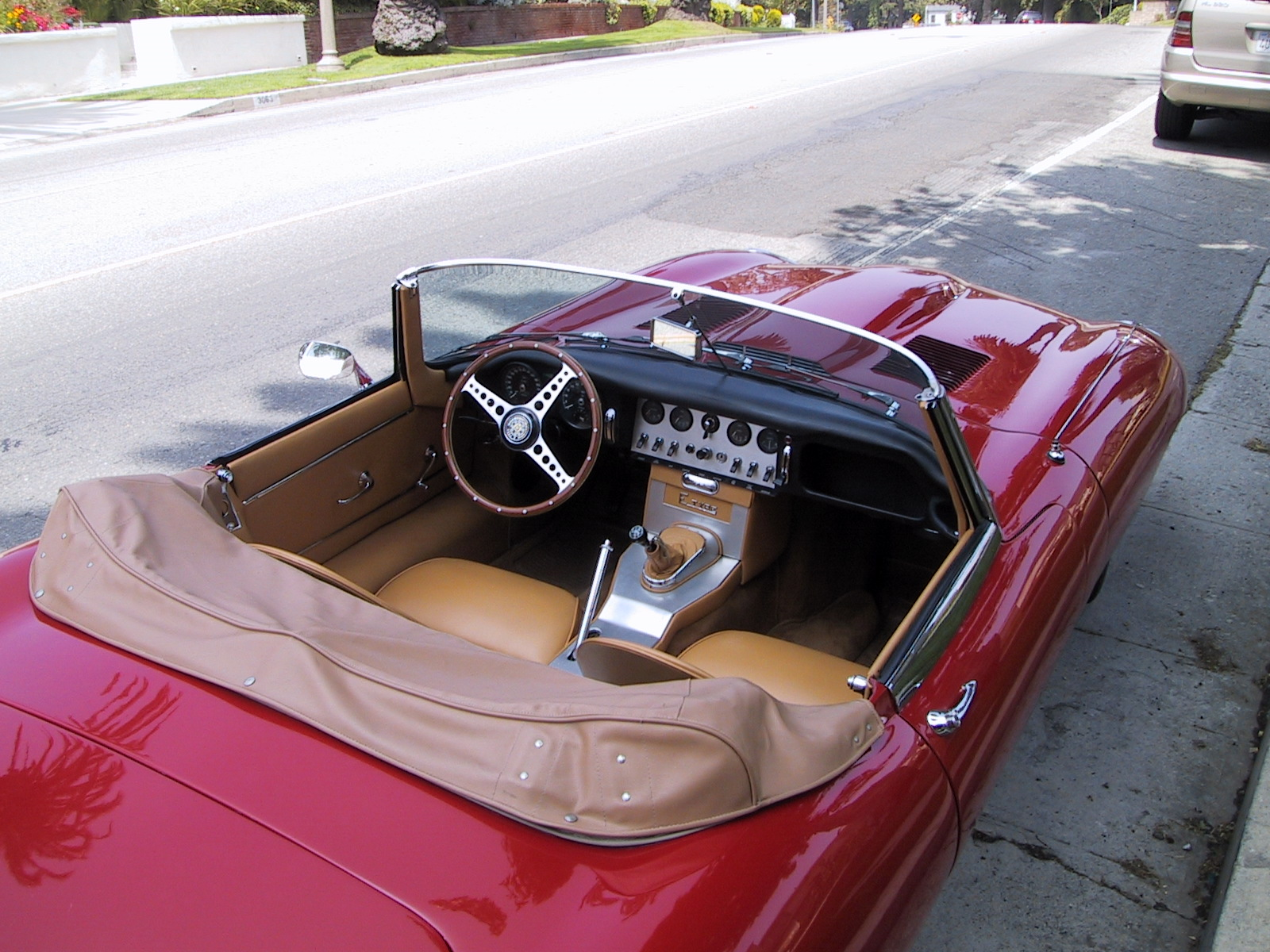
Jaguar E-type 1963, з вініловою складною кришкою, встановленою та зафіксованою
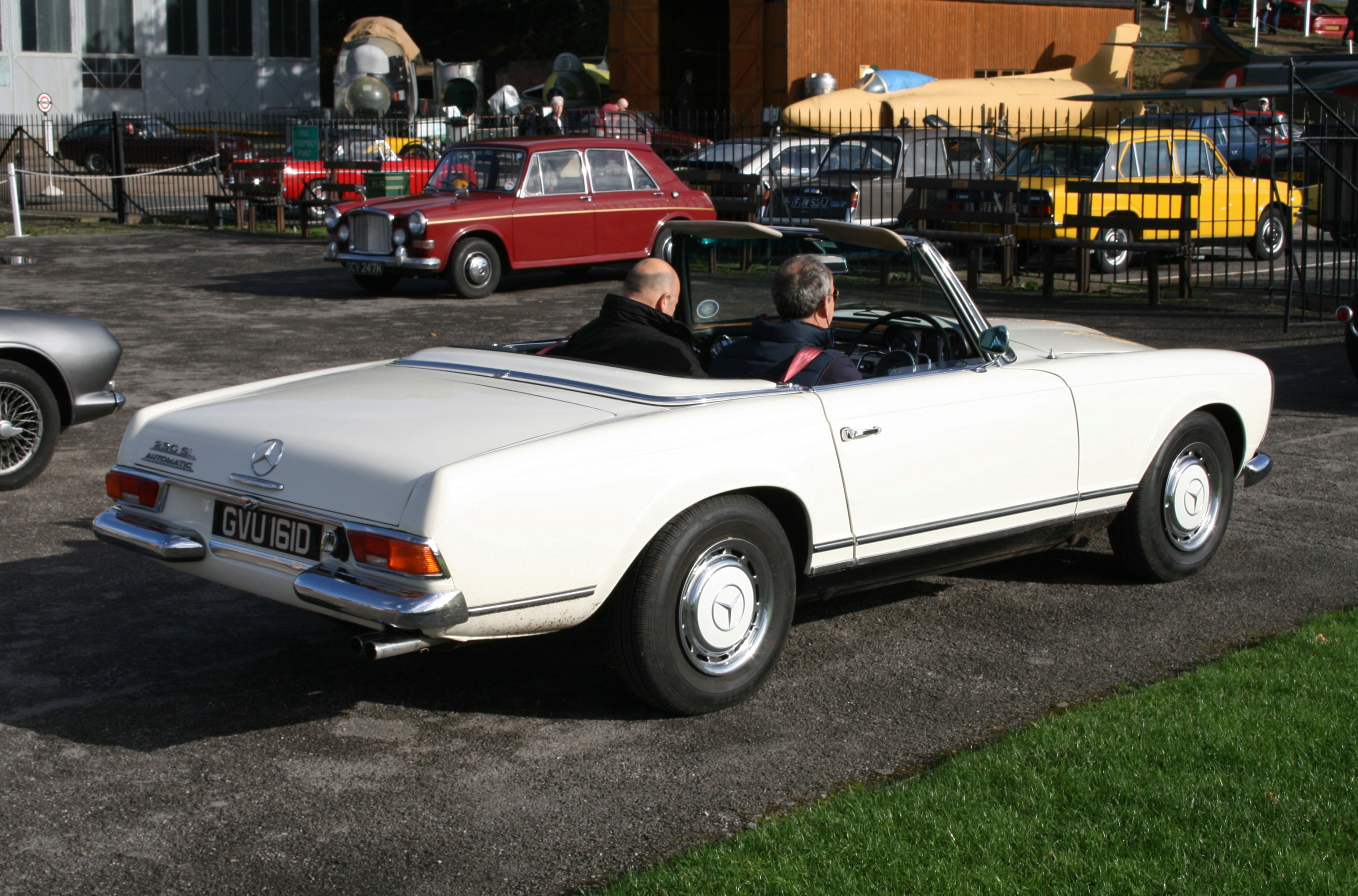
Mercedes SL 1964, доступний зі знімним жорстким дахом
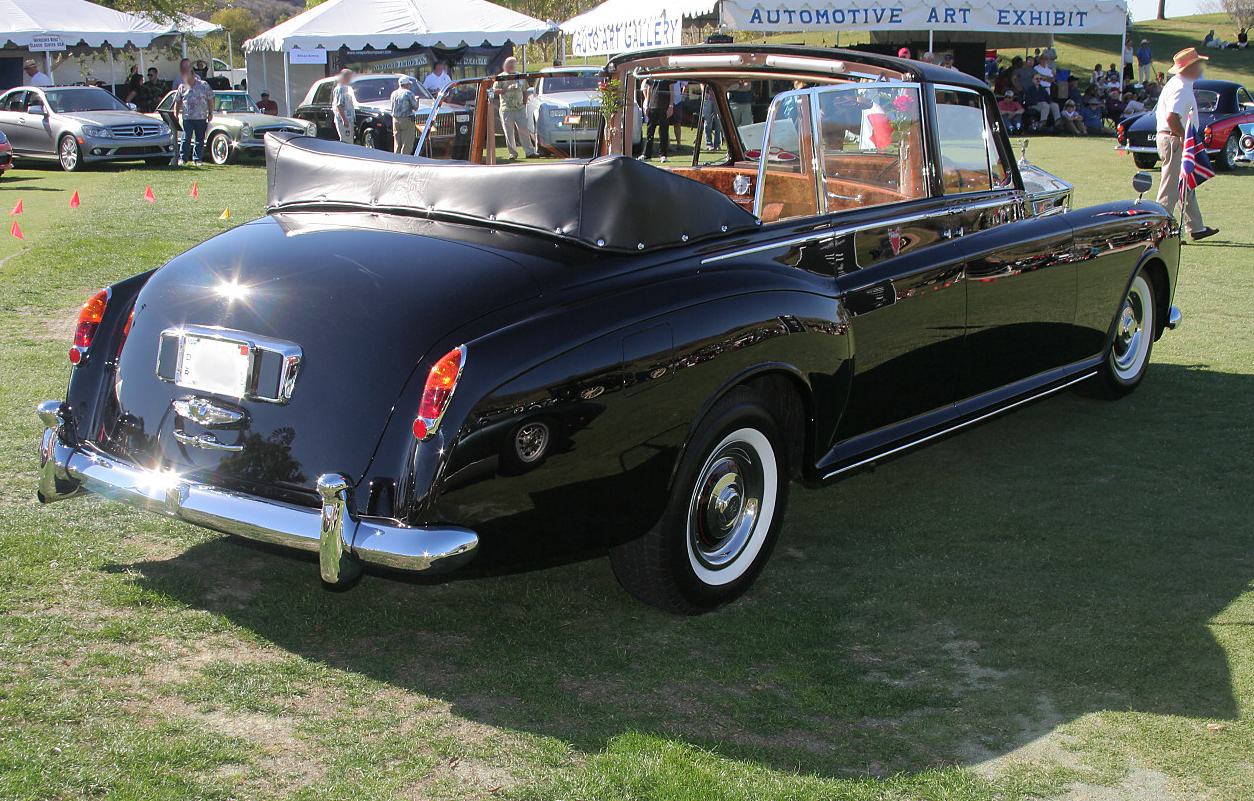
1966 Rolls-Royce Phantom V Ландо
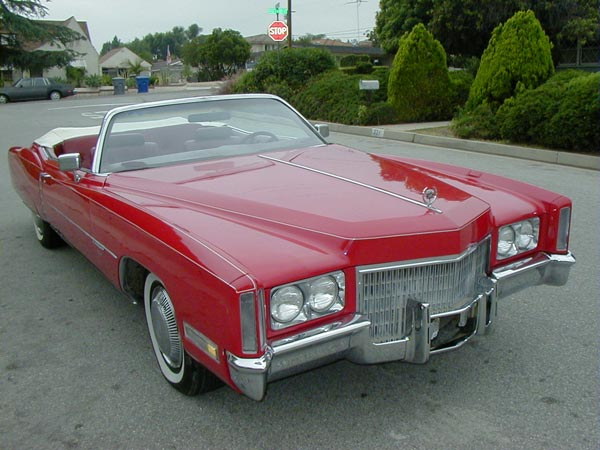
Cadillac Eldorado 1972, зі з’ємним двокомпонентним повністю жорстким чохлом
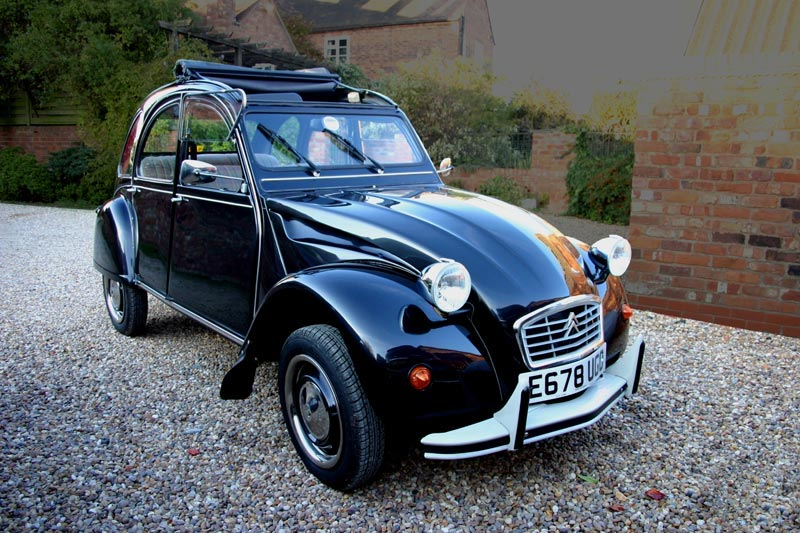
Citroën 2CV кабріолет із фіксованим профілем приблизно 1975 року, з відкидним дахом і жорсткими дверима
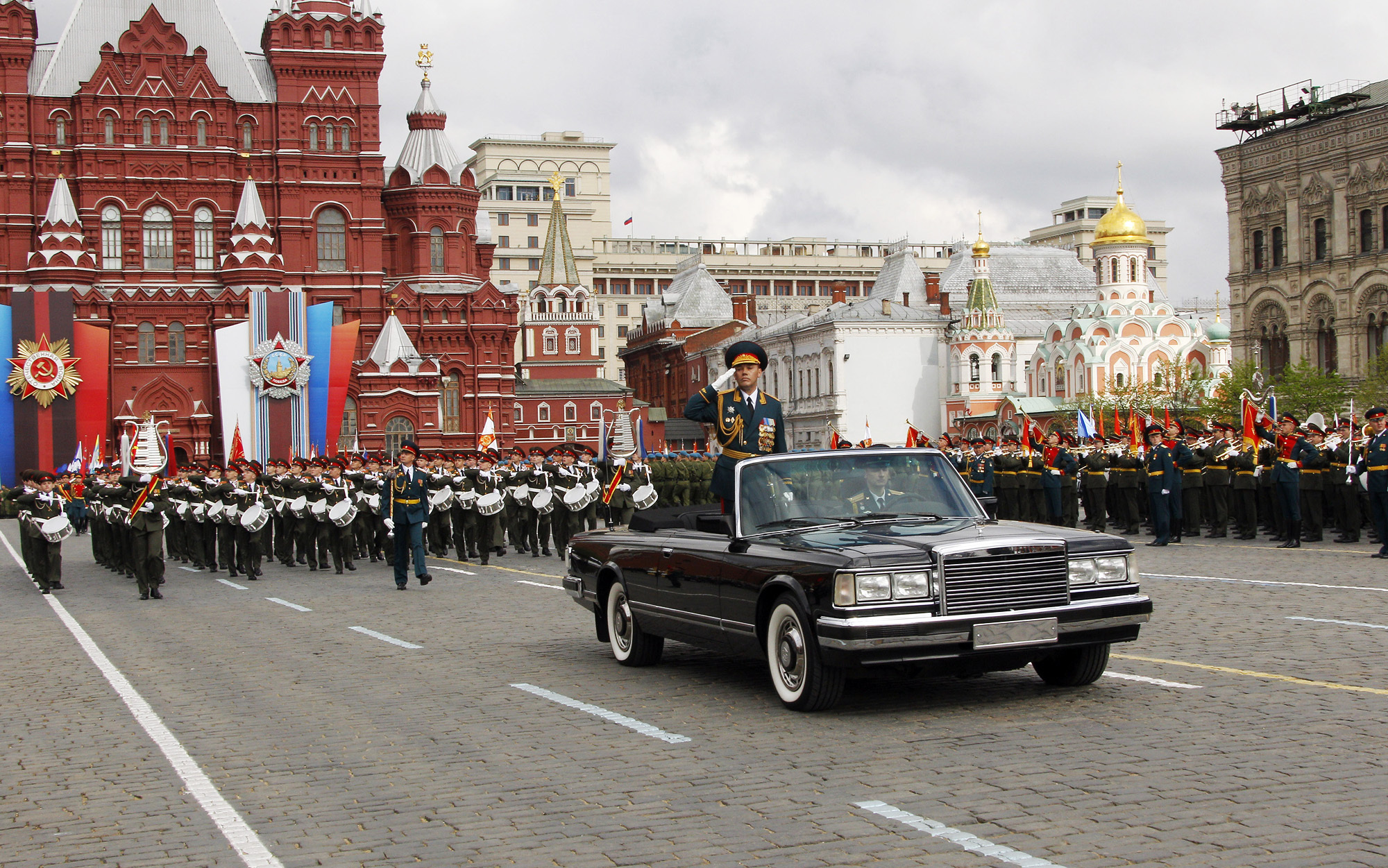
ЗІЛ-410441 парад до Дня Перемоги 2011
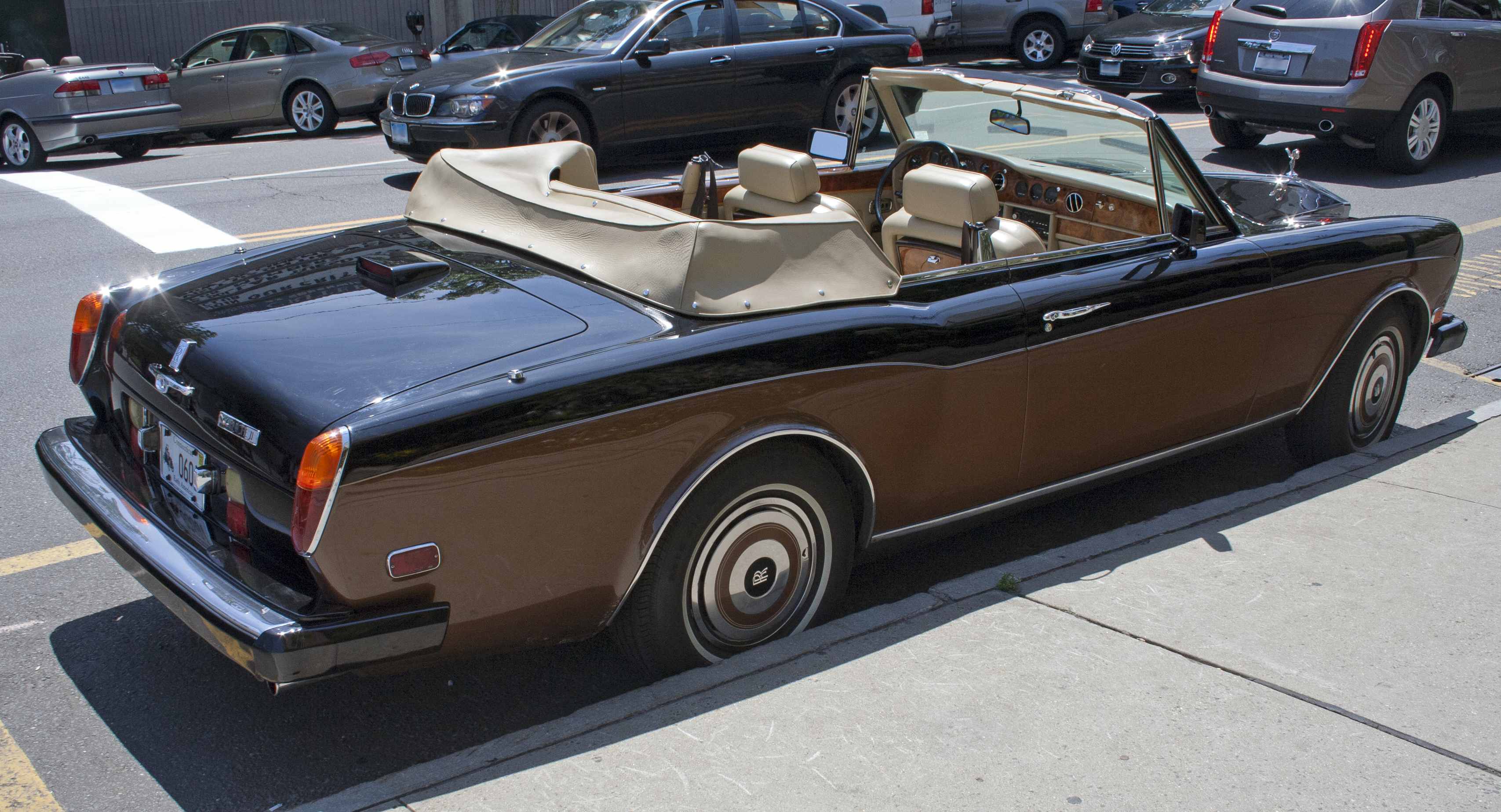
Rolls Royce Corniche близько 1986 року, з кришкою тоннеа, встановленою вручну
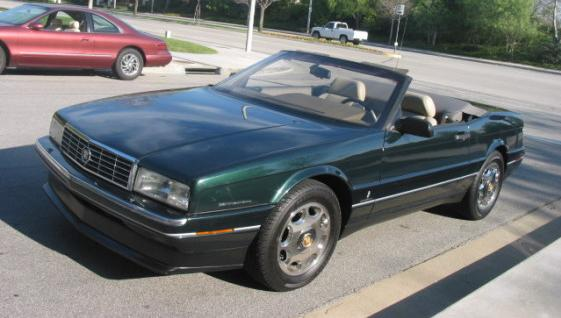
Cadillac Allanté близько 1993 року, зі знімною кришкою з жорсткого пластику
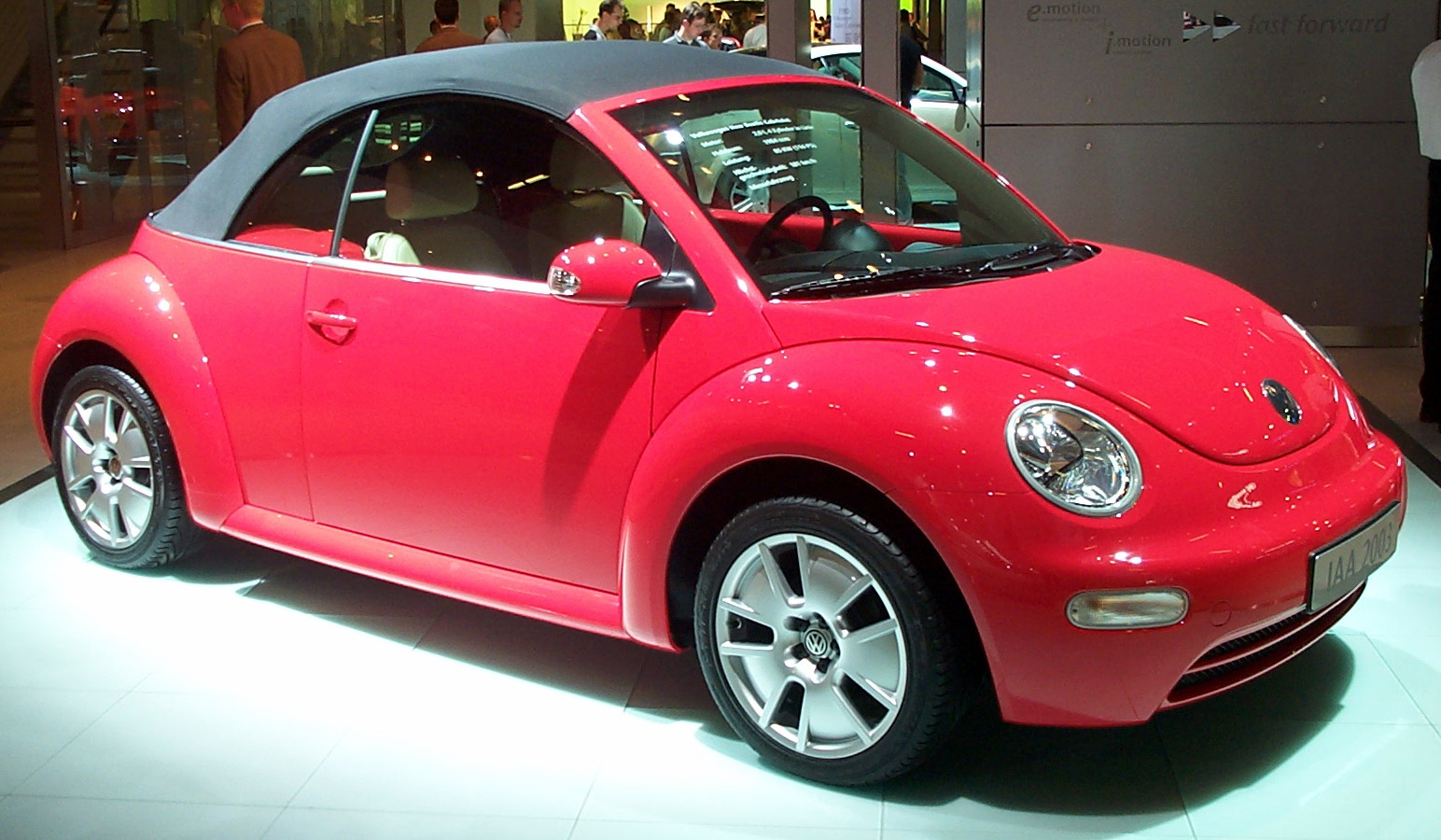
Volkswagen New Beetle близько 2003 року, з піднятим текстильним верхом
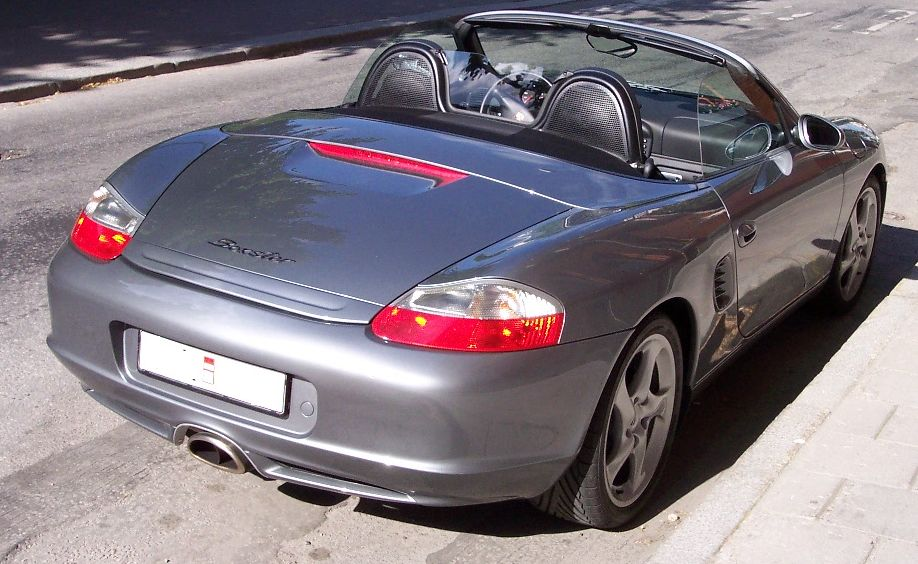
Porsche Boxster близько 2004 року, зі знімною прозорою пластиковою вітрозахисною кришкою та Z-подібним верхом
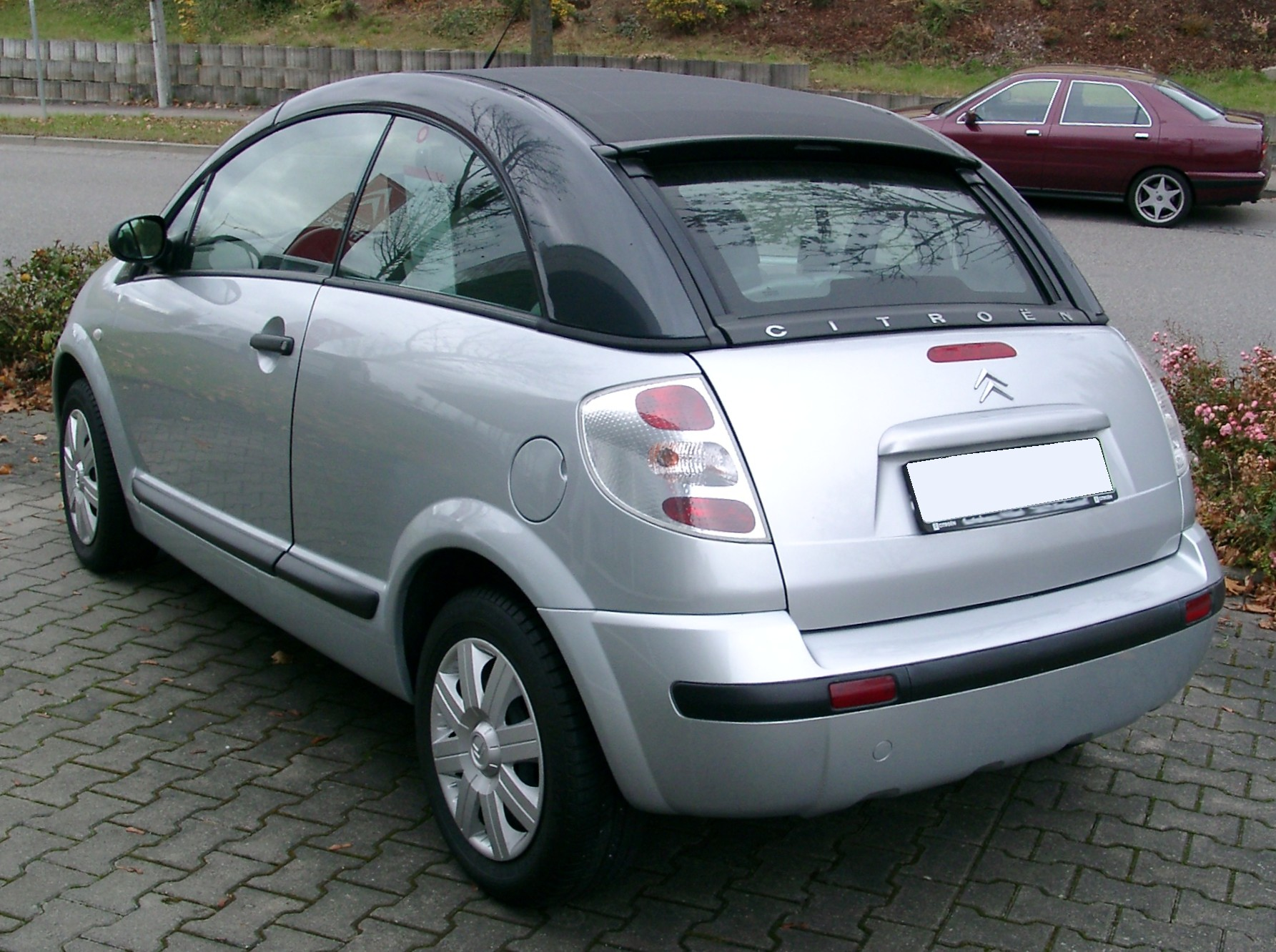
Citroën C3 Pluriel circa 2007 with roll-back textile roof and removable rigid sidebars
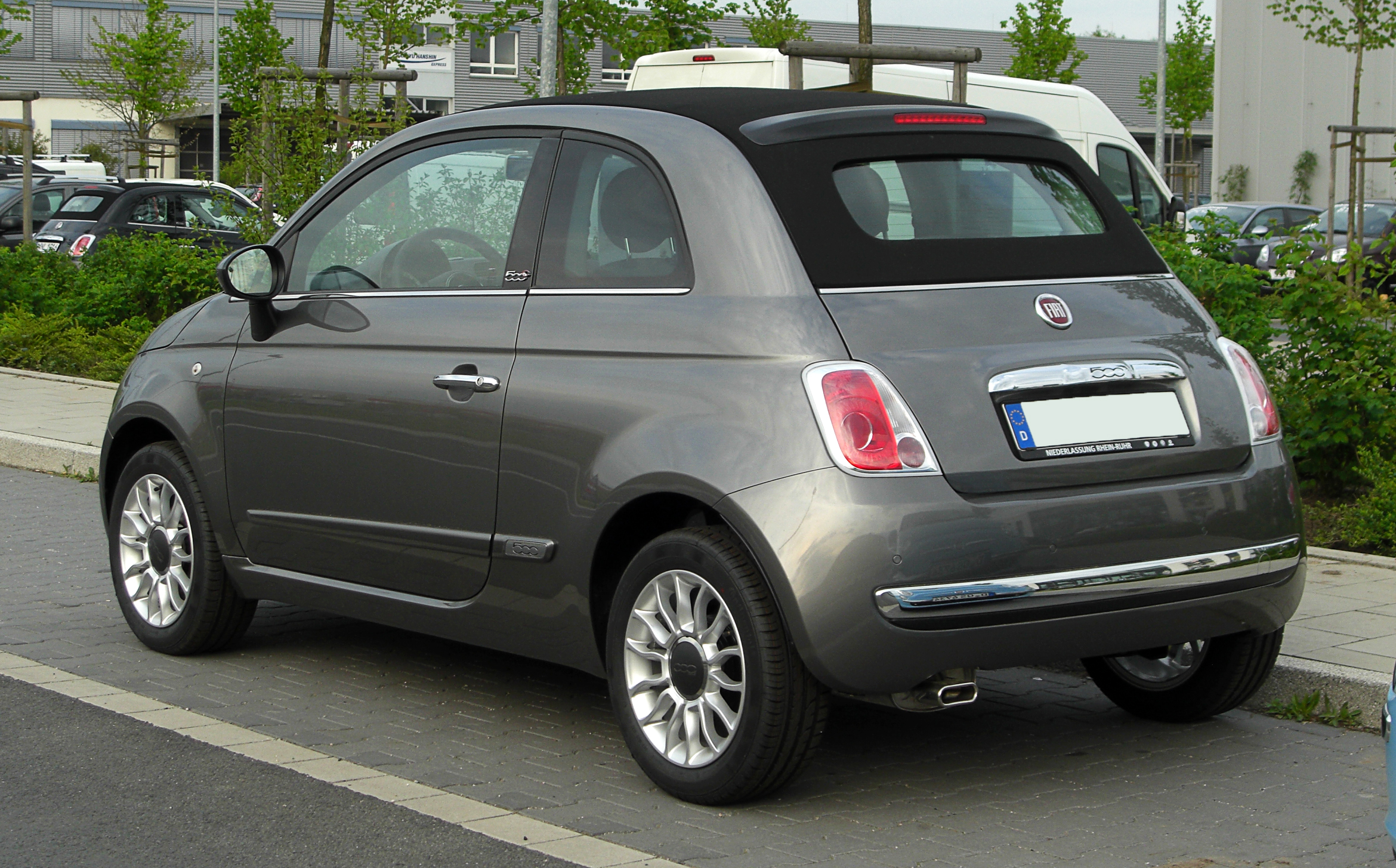
A Fiat 500 (2007) fixed-profile convertible
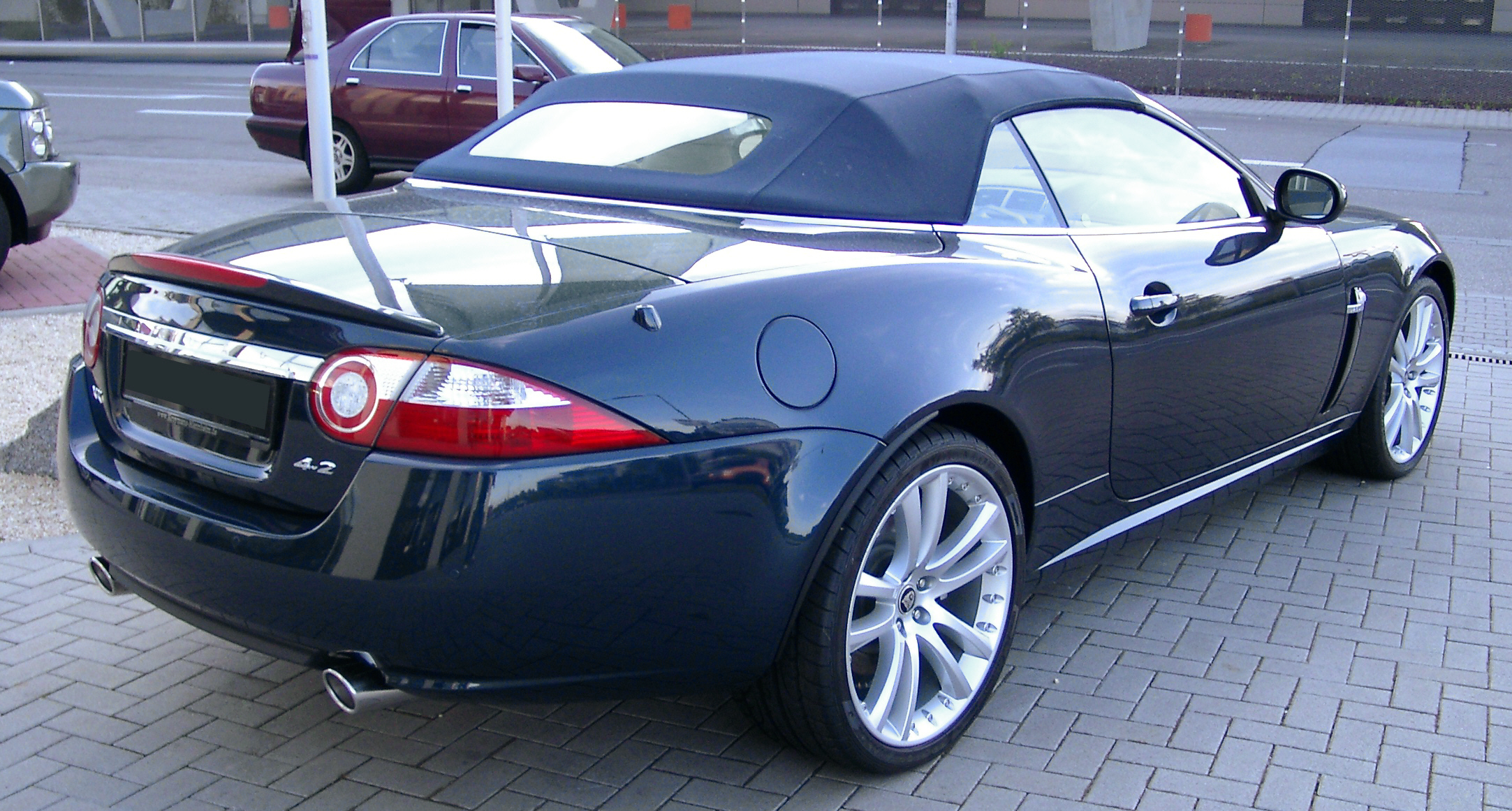
Jaguar XK circa 2008, with heatable glass rear window and fully automatic cloth top

### Висувний жорсткий дах

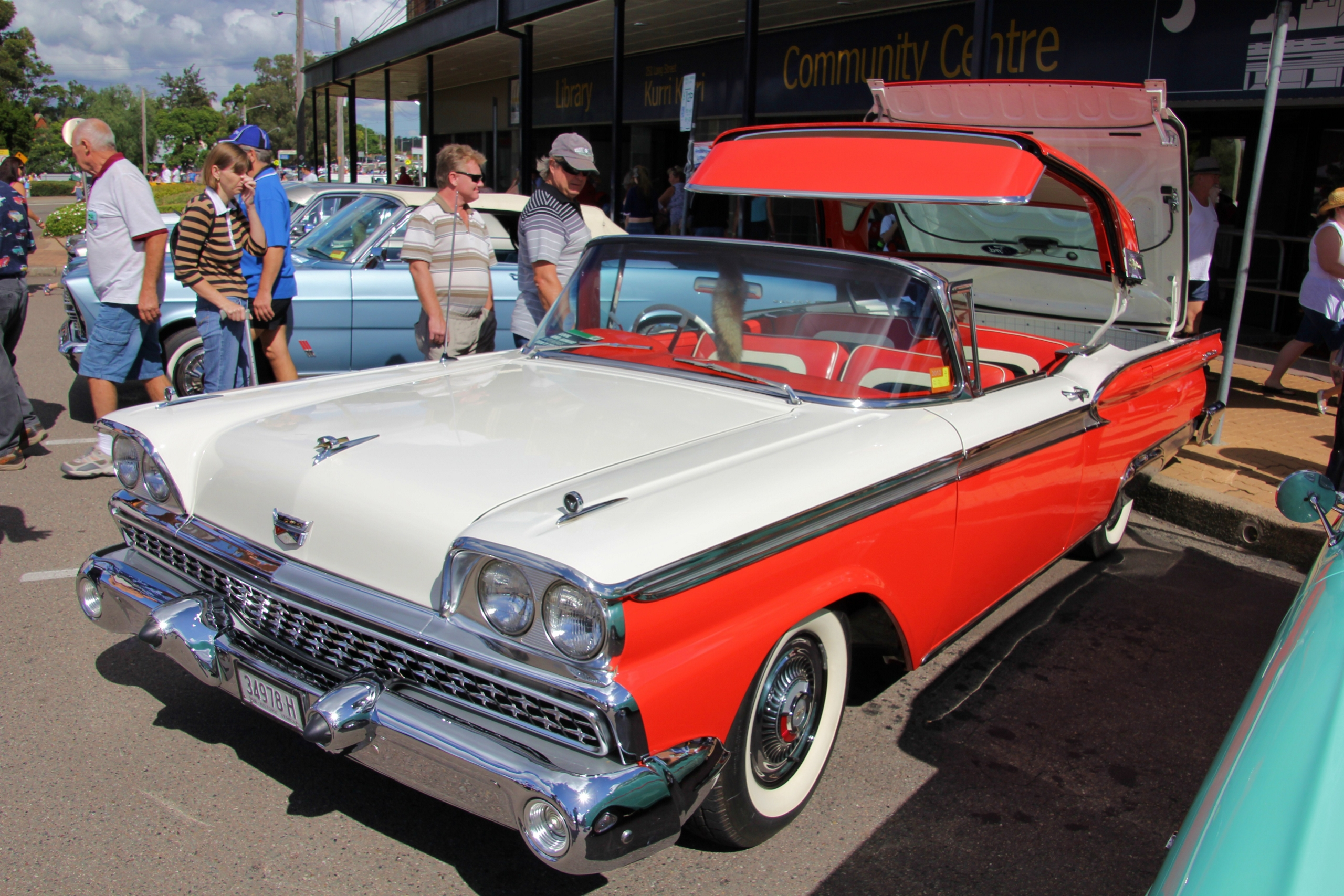
1959 Ford Fairlane 500 Skyliner
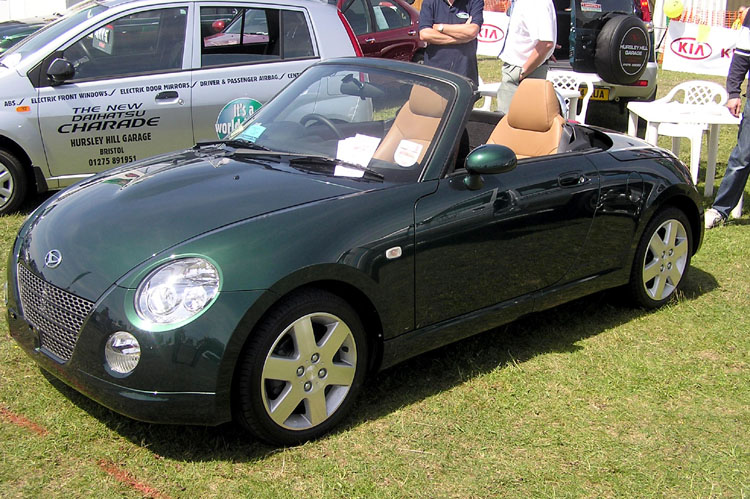
Daihatsu Copen приблизно 2001 рік із засунутим жорстким дахом, клас kei
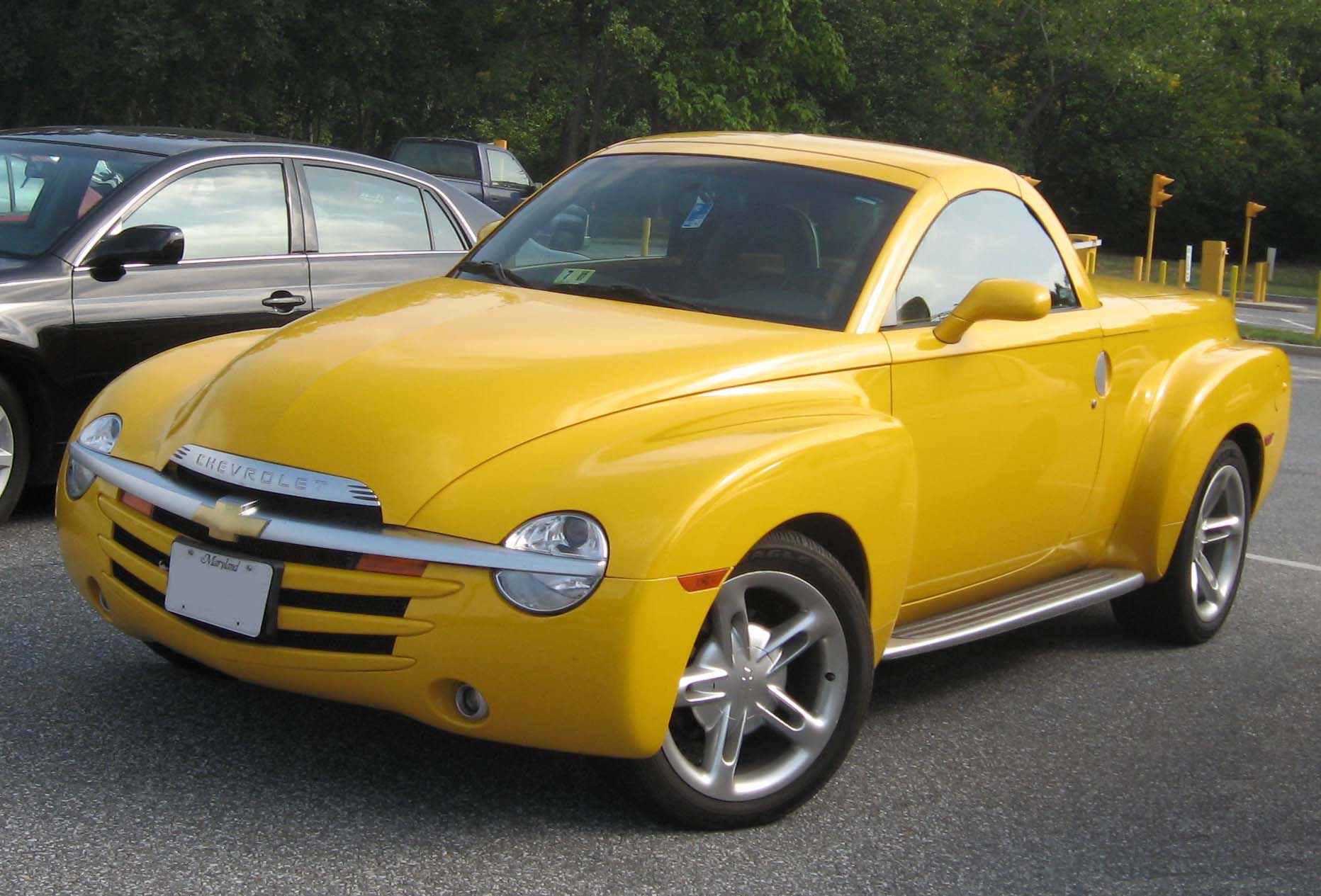
Chevrolet SSR близько 2004 року, кабріолет-пікап із висувним жорстким дахом
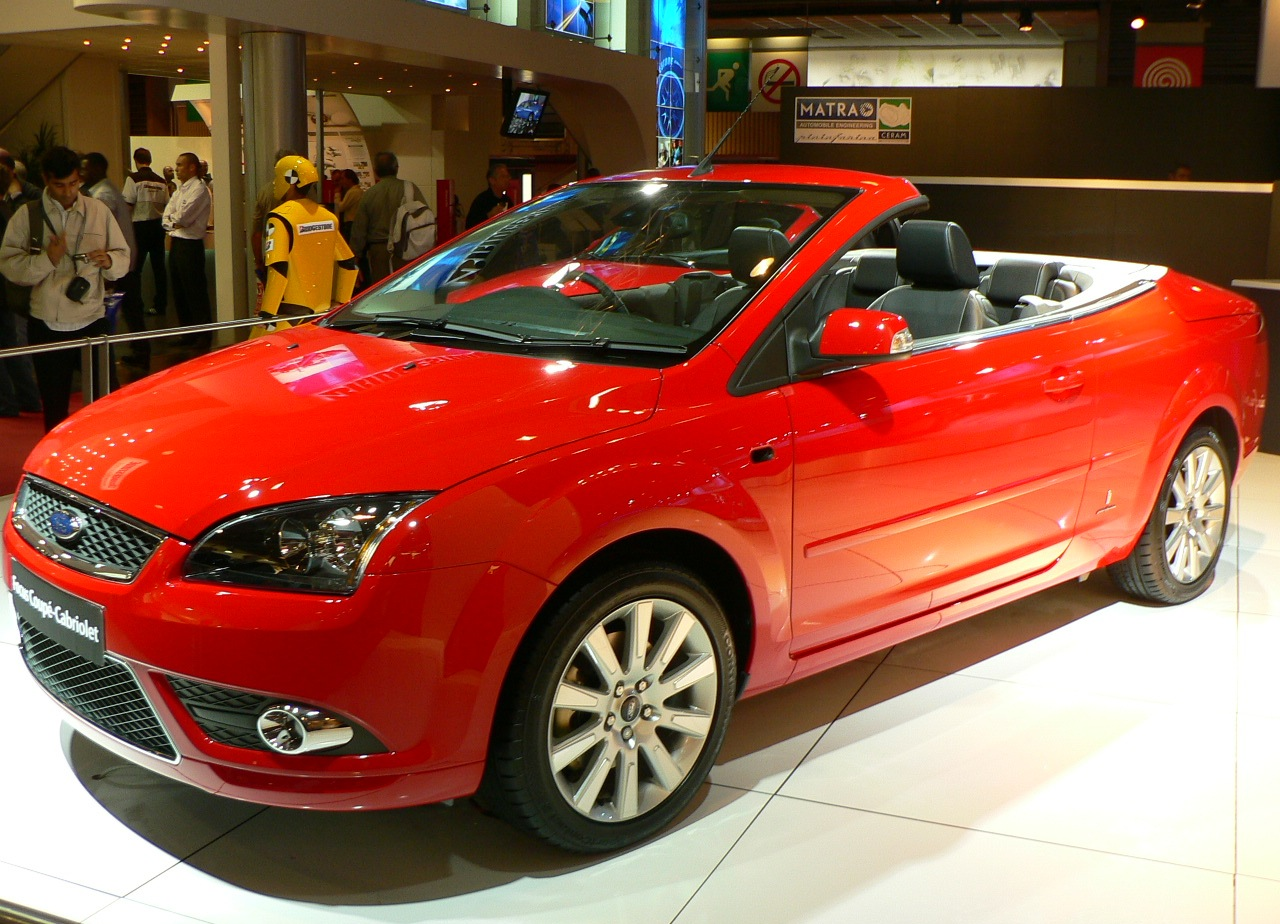
Ford Focus CC близько 2006 року зі знятим дахом
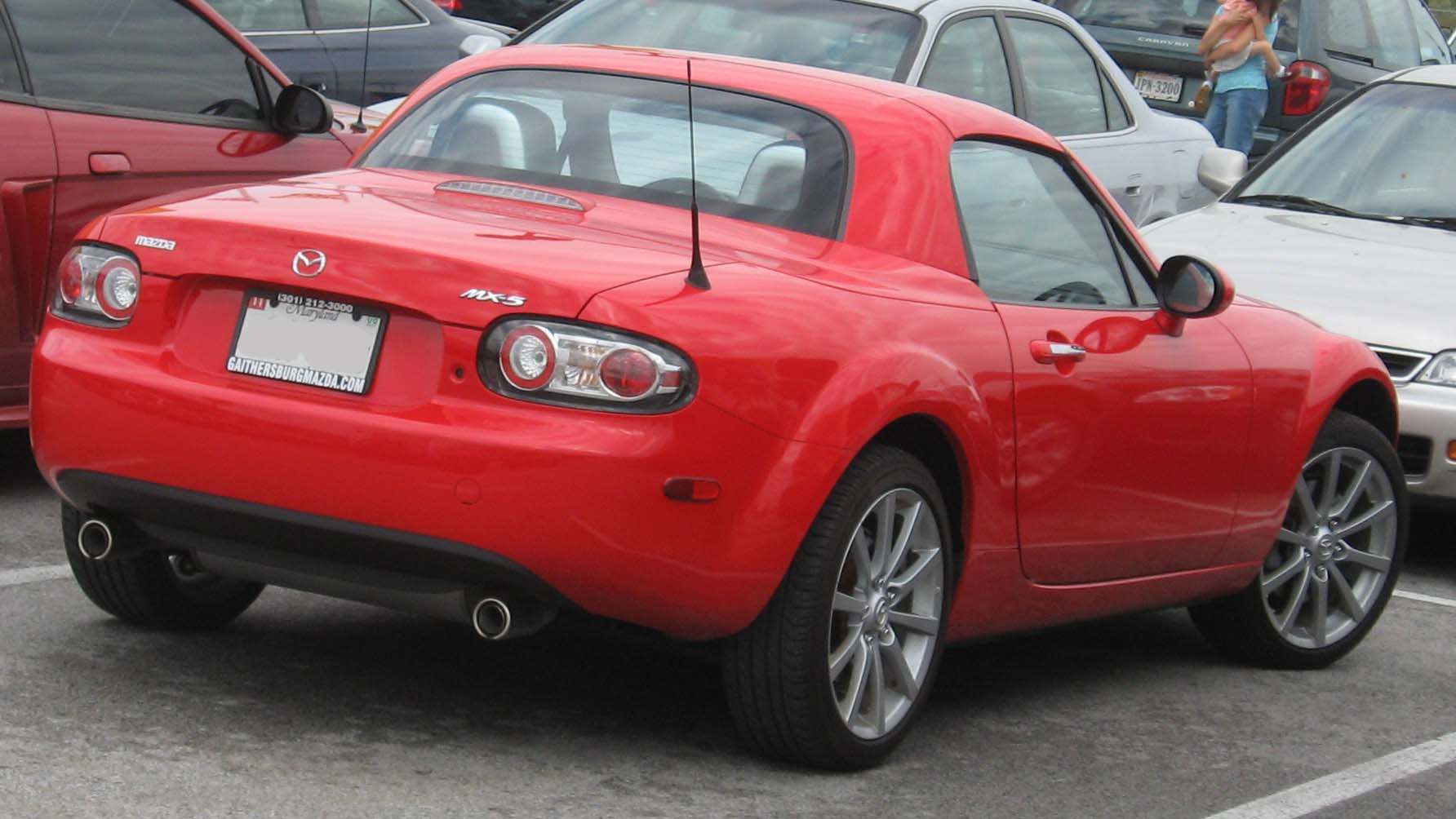
Mazda MX-5 близько 2007 року, з твердим дахом з полікарбонату
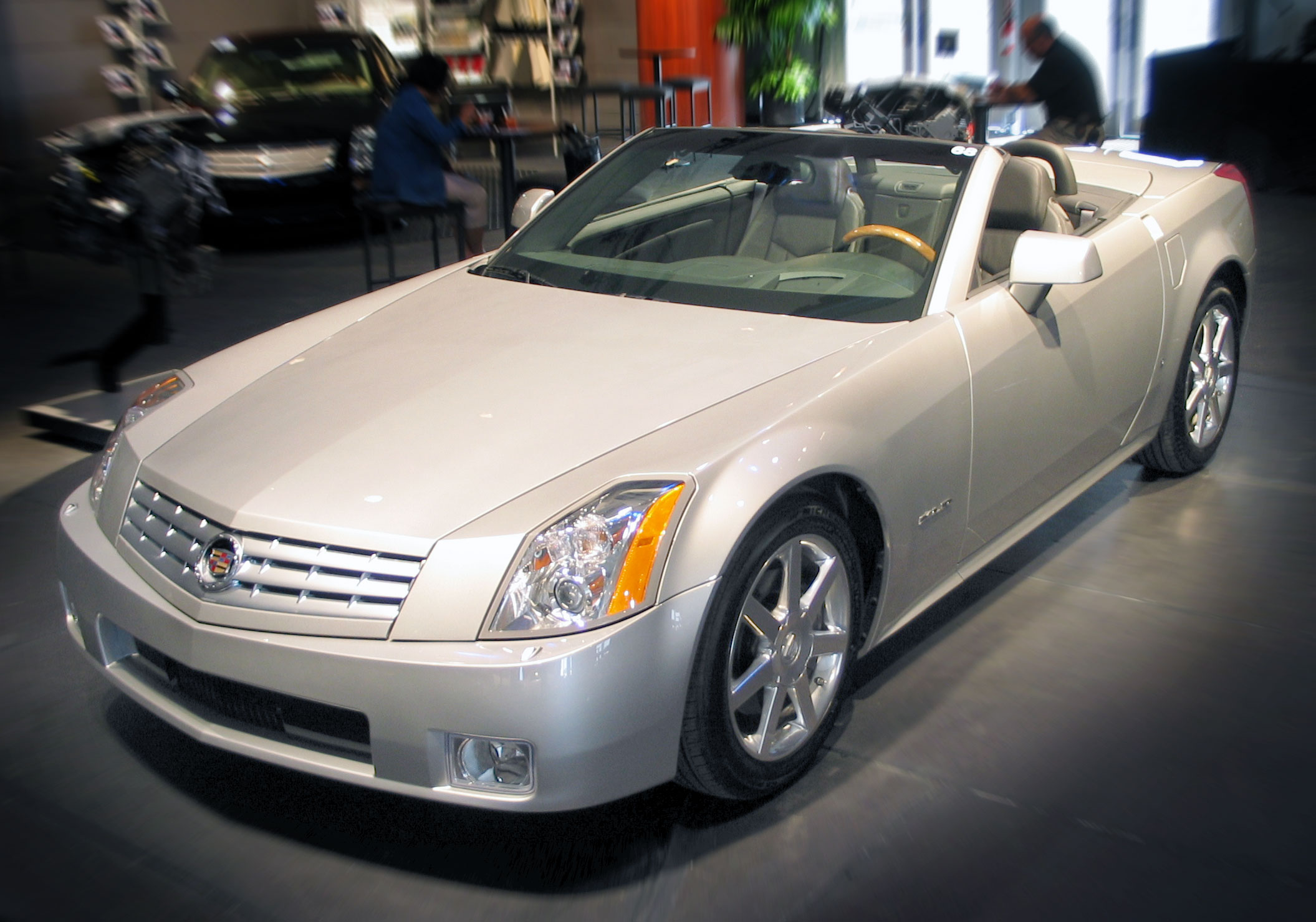
Cadillac XLR близько 2007 року, з алюмінієвим жорстким дахом
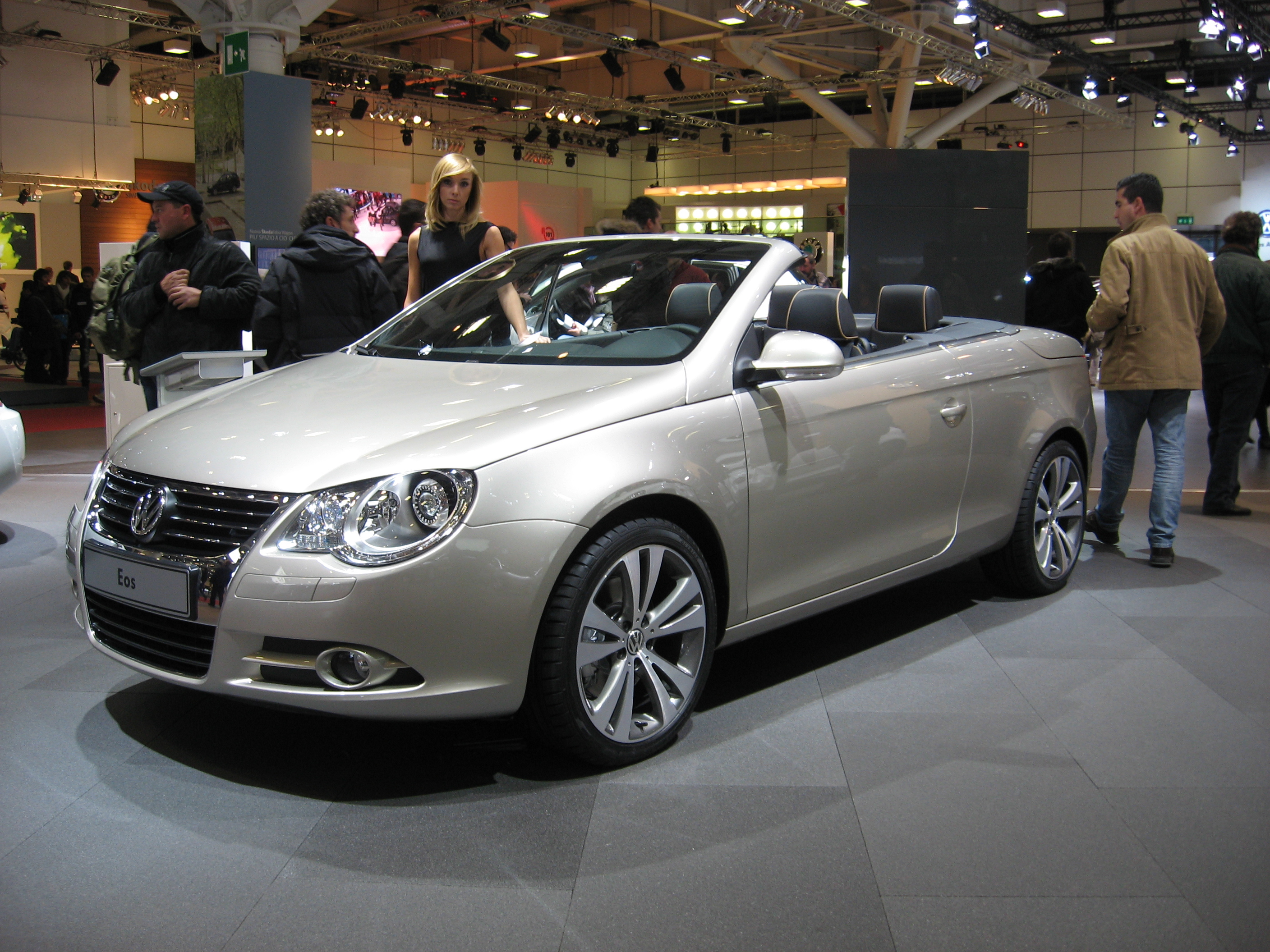
Volkswagen Eos близько 2007 року з п'ятисегментним верхом і незалежним люком